# San Romedio

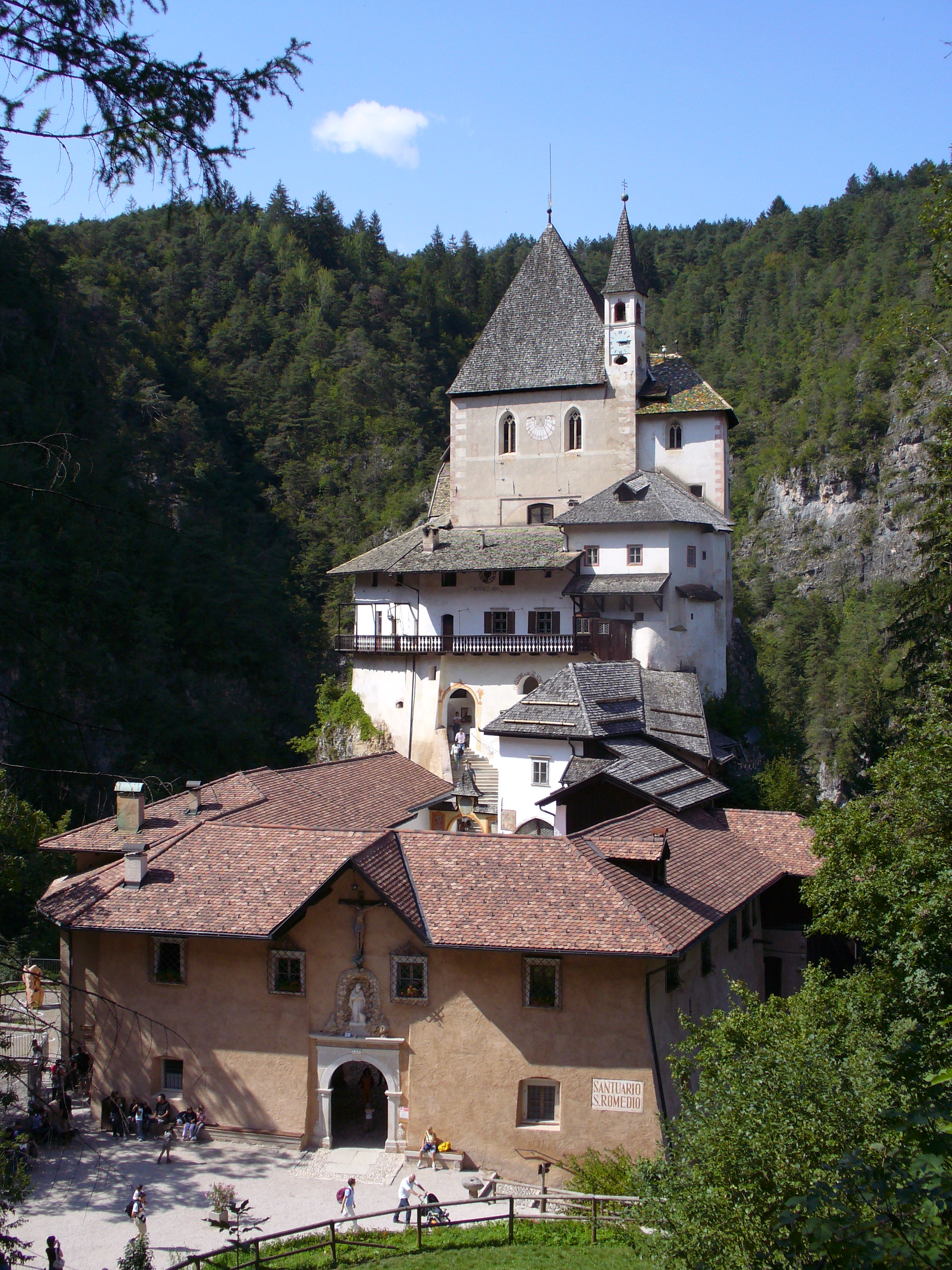
San Romedio, Südseite mit Eingang

San Romedio ist ein Wallfahrtsort im Trentino, Italien, der dem heiligen Romedius geweiht ist. Der burgähnliche Bau ist Ergebnis einer fortschreitenden Bautätigkeit seit dem Hochmittelalter, mit der die ursprüngliche Einsiedelei in einen Wallfahrtsort verwandelt wurde. San Romedio gilt wegen seiner Lage, seiner Architektur, die dem eines Sacro Monte in Miniatur ähnelt und seiner fast tausendjährigen geschichtsträchtigen Vergangenheit, zu den eindrucksvollsten Pilgerorten der Alpen.

## Lage
Der Wallfahrtsort San Romedio liegt auf einer Höhe von 718 m s.l.m. im mittleren Nonstal auf der orographisch linken Seite der Santa-Giustina-Talsperre auf dem Gemeindegebiet von Predaia. Er wurde auf einer 99 m hohen Kalksteinfelsnadel in der San-Romedio-Schlucht am Zusammenfluss der Bäche Verdés und San Romedio errichtet. Durch die im letzten Eiszeitalter entstandene Schlucht führt die Strada provinciale SP 4 „San Romedio“ und der gleichnamige Bach, einem linken Nebenfluss des Noce, der in die Santa-Giustina-Talsperre mündet. San Romedio bildet den Endpunkt des fast 185 Kilometer langen Romedius-Pilgerweges von Thaur nach San Romedio.

## Geschichte

### Baugeschichte
Die Gegend um den Wallfahrtsort wurde bereits in vorrömischer Zeit aufgesucht. Das nur etwa 3 Kilometer entfernte Sanzeno war im 5. und 4. Jahrhundert v. Chr. ein Zentrum der Fritzens-Sanzeno-Kultur. 1869 wurde an der Straße nach San Romedio ein Relief gefunden, das dem Mithraskult zugeordnet wurde. Ein weiteres ähnliches Relief wurde 1911 entdeckt. Möglicherweise bestand am Beginn der San-Romedio-Schlucht ein Mithräum.
Bei archäologischen Grabungen in den 1970er Jahren am Fuße der Felsnadel wurden Bauschutt, aber auch Tierknochen, Tonscherben sowie verschiedene kleinere Objekte aus unterschiedlichen Materialien entdeckt. In der untersten Schicht fanden sich neben vielen kleineren Tierknochen, römische Tonscherben sowie zwei Münzen, die der Zeit des römischen Kaisers Probus aus dem 3. Jahrhundert n. Chr. und die des Frankenkönigs Pippin der Jüngere aus dem 8. Jahrhundert n. Chr. zugeordnet wurden. Die von Nicolò Rasmo in den 1960er Jahren geäußerte Vermutung, dass auf der Felsnadel bereits zwischen dem 6. und 8. Jahrhundert n. Chr. eine Art Zufluchtsburg errichtet worden sein könnte, gilt mittlerweile als überholt. Unklar ist, ob der Ort in vorchristlicher Zeit bereits als Kultplatz gedient haben könnte. Einige bearbeitete Tierhörner, die bei den Grabungen aufgefunden wurden, könnten nach Silvestri darauf hinweisen.
In der Vergangenheit war die Entstehungsgeschichte der Wallfahrtsstätte eng mit der Hagiographie des heiligen Romedius verknüpft, die ihn als Zeitgenossen des vermutlich 405 n. Chr. verstorbenen heiligen Vigilius von Trient beschreibt. Mit einer Reihe von gewagten Hypothesen wurde dabei versuchte, die Lücken über die Ursprünge des Bauwerks zu schließen. Im Einklang mit der Forschung, die die historische Person Romedius in das 11. Jahrhundert einordnen, ist der Bau womöglich Ende des 11. Jahrhunderts entstanden. Wegen des Fehlens jeglicher stilistischer Bauelemente ist eine exakte zeitliche Einordnung aber nicht möglich.
Die erste schriftliche Erwähnung eines dem heiligen Romedius geweihten Sanktuariums stammt aus einer lange verschollenen und von Franz Unterkircher in der Österreichischen Nationalbibliothek wiederentdeckten Handschrift vom Ende des 12. Jahrhunderts. Im Sacramentario Adelpretiano, dem Sakramentar des 1177 verstorbenen Fürstbischofs von Trient Adelpret, wird der Ort im Zusammenhang mit Schenkungen durch seine Vorgänger Adelperone und Gebhard genannt, die zwischen dem Ende des 11. und dem 12. Jahrhundert auf dem Bischofsstuhl in Trient saßen. Der Eintrag zur Schenkung, die mit dem Jahr 1090 datiert ist, wurde dabei nachträglich im 13. Jahrhundert aus der Schenkungsurkunde übertragen.
Aus der Handschrift des 12. Jahrhunderts geht hervor, dass der Wallfahrtsort von einem Priester betreut wurde. Da es auch in den nachfolgenden Jahrhunderten keine Hinweise gibt, dass die Pilgerstätte einem monastischen Orden anvertraut wurde, lässt sich annehmen, dass sie direkt dem Fürstbischof aus Trient unterstand. Womöglich nahm San Romedio eine Art Doppelfunktion ein und diente zur Abgrenzung des fürstbischöflichen Herrschaftsbereichs zu den benachbarten Grafen von Tirol, war aber zugleich ein Ort der Begegnung verschiedener Kulturkreise. Im Zuge der regen Bautätigkeit unter Fürstbischof Friedrich von Wangen († 1218), der auch den Neubau des Doms von Trient initiierte, wurde auch San Romedio als Pilgerort umgestaltet. Der Bau des romanischen Kirchenportals der Aricarda und die Umgestaltung des Sanktuariums fällt in diese Epoche, womit sich das Bauwerk erstmals zeitlich datieren lässt.
Mit dem Bau der St. Georg Kapelle 1487 unter dem Kirchenpatronat von Georg von Cles wurde die Wallfahrtsstätte erstmals erweitert. Die in Cles ansässige Adelsfamilie stellte 1230 mit Friedrich von Cles den Rektor in San Romedio und übte drei Jahrhunderte lang ihren Einfluss auf die Pilgerstätte aus. Mit den Thun, die 1513 das Kirchenpatronat von den Cles übernahmen, nachdem sie zuvor möglicherweise die Ländereien von den Fuchs von Fuchsberg erworben hatten, erfuhr die Pilgerstätte San Romedio ihren wesentlichen Ausbau. Noch in der ersten Hälfte des 16. Jahrhunderts wurden die beiden Kirchen San Michele und San Romedio sowie der Glockenturm erbaut. Im 18. Jahrhundert folgten das Pilgerhaus mit seinen Stallungen, die Privatunterkünfte der Thun, die Sakristei der Kirche San Romedio und die angrenzende Bibliothek. Zudem wurde der überdachte Treppenaufgang und gegen Ende des Jahrhunderts der Triumphbogen errichtet.
Bedeutende Restaurierungsarbeiten fanden zwischen den 1980er und 2010er Jahren statt. Dabei wurde auch die Felsnadel gesichert.
2021 wurde für San Romedio das Aufnahmeverfahren für die Kandidatur zum UNESCO-Welterbe eingeleitet.

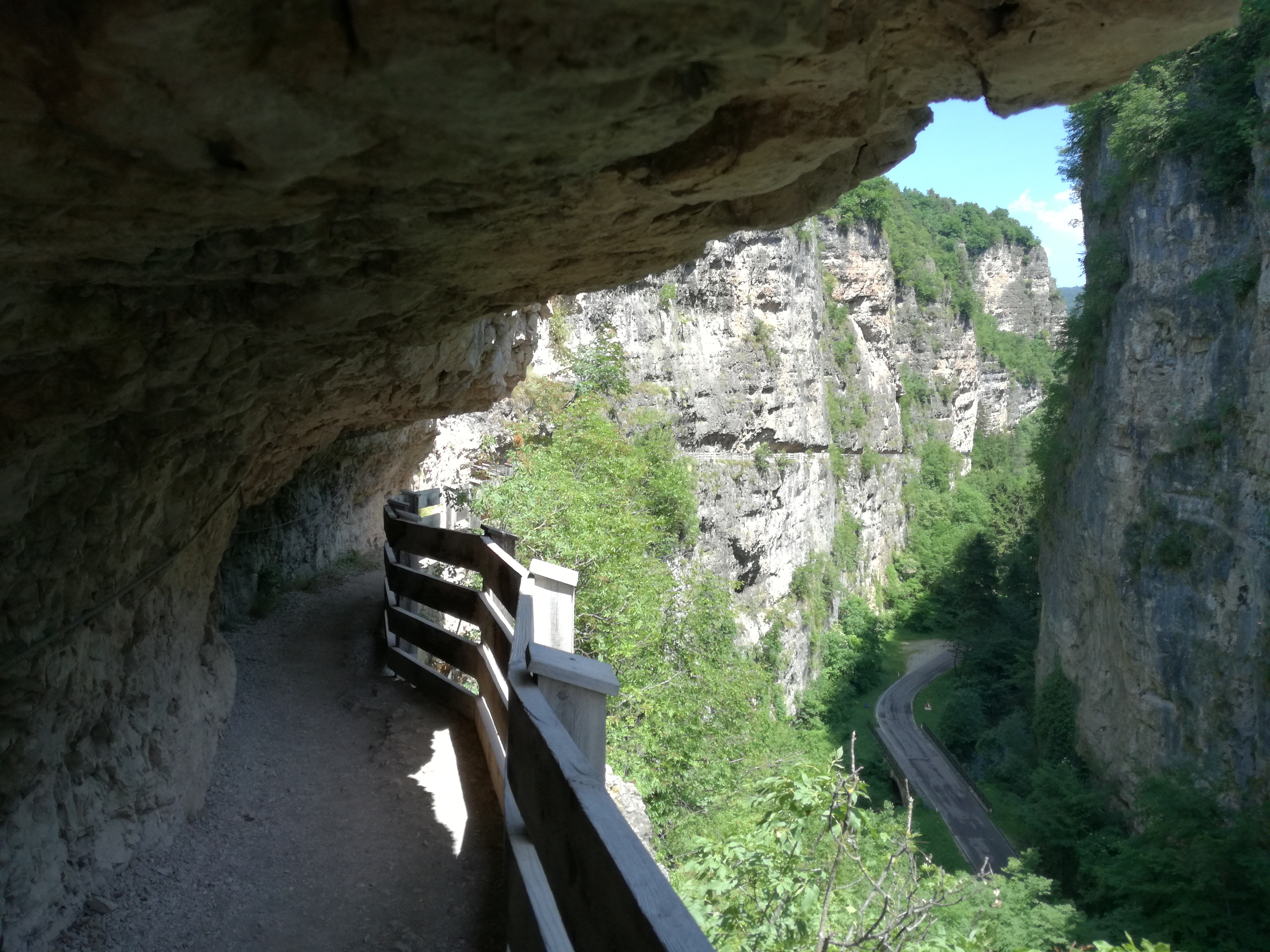
Wanderweg durch die San-Romedio-Schlucht
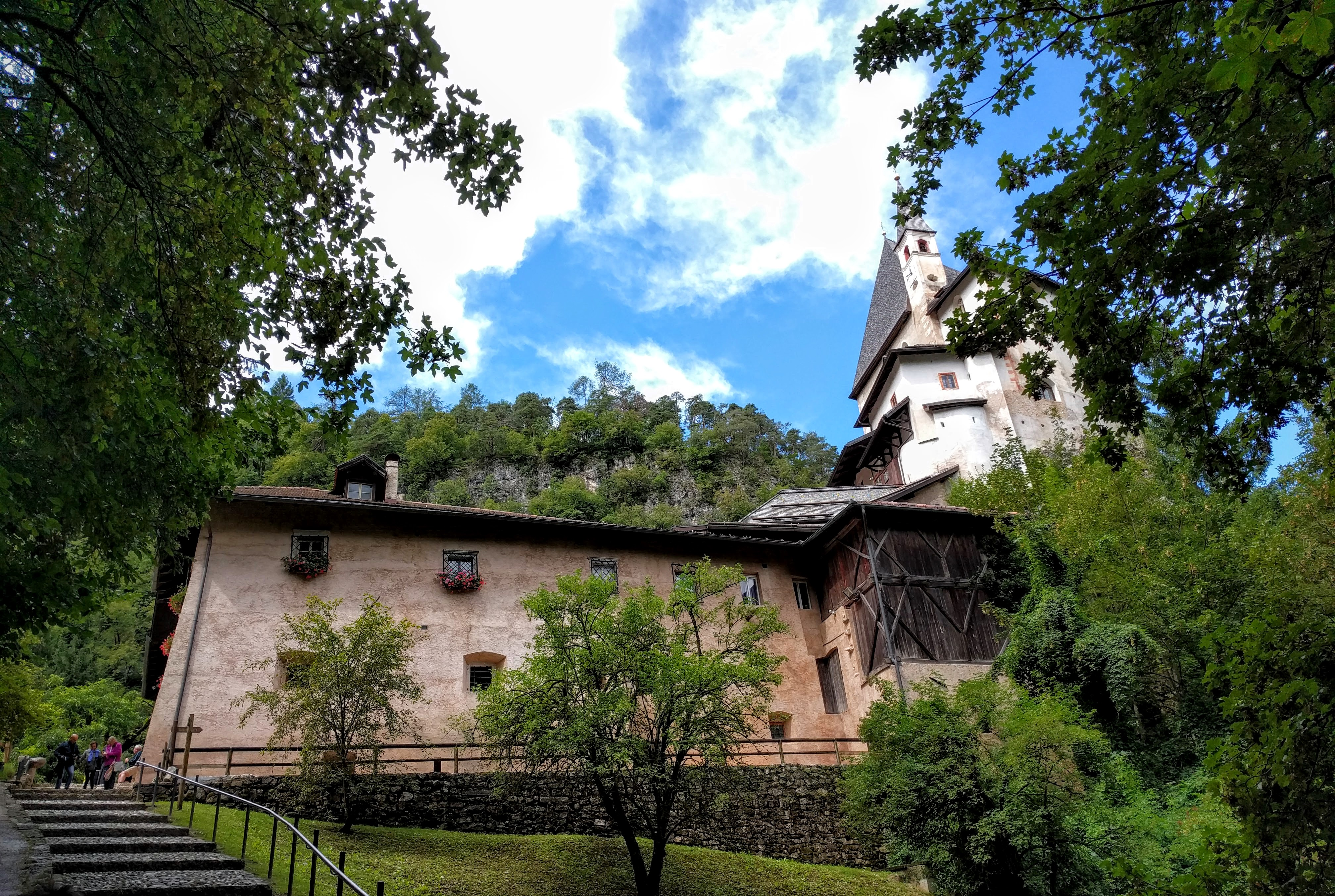
Ostseite
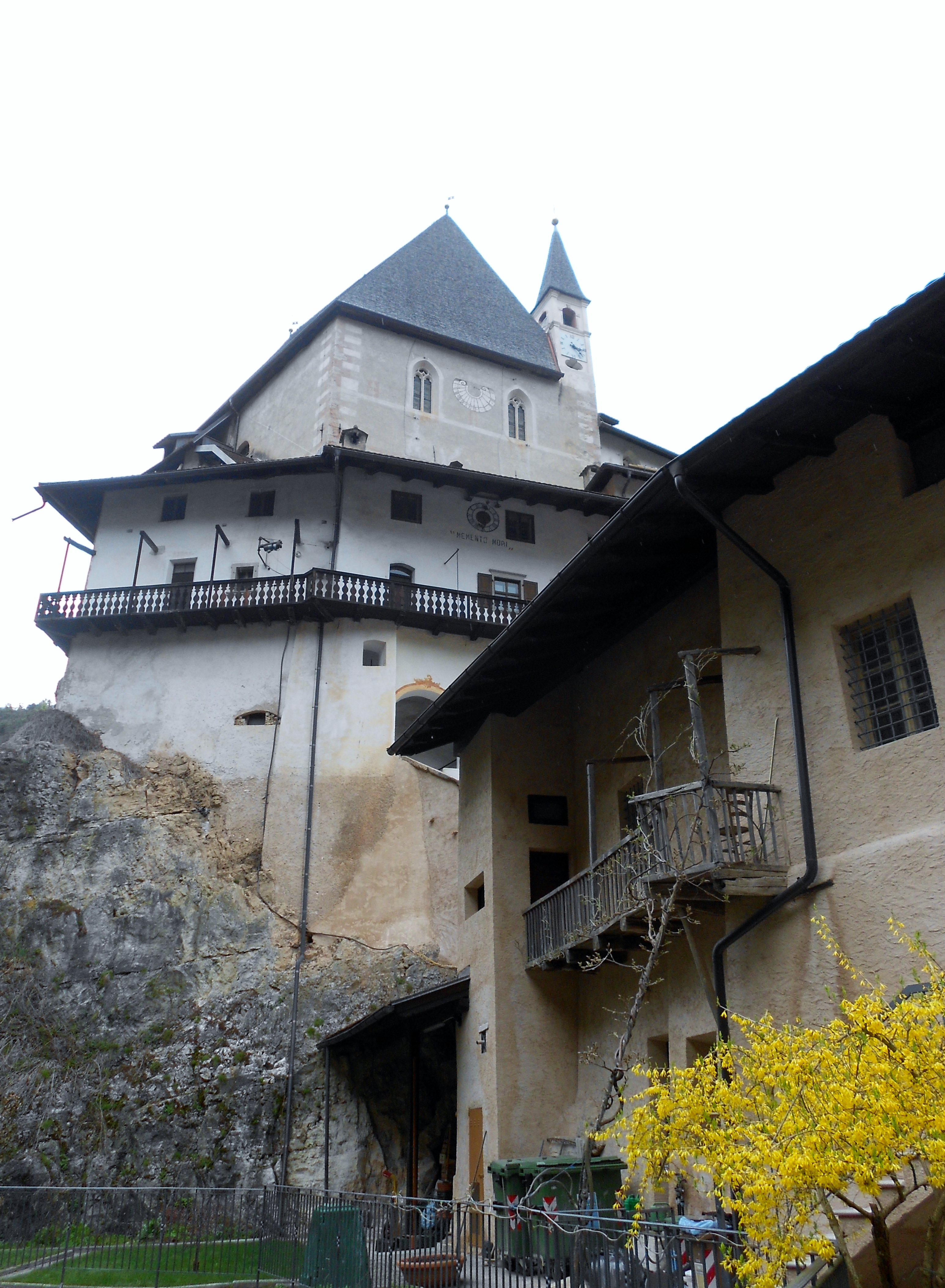
Westseite mit den Unterkünften der Thun

### Kirchengeschichte
San Romedio gehört zu den ältesten Wallfahrtsorten im Trentino. Nach einigen Autoren zählt er sogar zu den ältesten Kultstätten in der Provinz überhaupt und es sei nicht auszuschließen, dass hier 397 n. Chr. die drei christlichen Märtyrer Sisinius, Martyrius und Alexander getötet worden seien.
Zwischen dem Ende des 12. und dem Beginn des 13. Jahrhunderts war San Romedio bereits Ziel von zahlreichen Pilgern. Davon zeugt auch die Bildung einer Bruderschaft, die im Sacramentario Adelpretiano erwähnt ist. Der Confraternita kam es zu, dass die Pilgerstätte für die Pilger offen gehalten wurde und die Pilger den religiösen Zeremonien beiwohnen konnten. Im 17. Jahrhundert ließ der Strom der Pilger etwas nach, womöglich weil der Wallfahrtsort San Romedio nicht ständig mit einem Priester oder Vikar besetzt war, so dass die Riten nur unregelmäßig abgehalten wurden, zumal die Seelsorger auch für andere Kirchengemeinden zuständig waren. Erst Ende des 18. Jahrhunderts änderte sich die Situation und San Romedio wurde ab diesem Zeitpunkt kontinuierlich seelsorgerisch betreut.
Bis zur josephinischen Kirchenreform war San Romedio Ziel zahlreicher Prozessionen. Die Gläubigen fast aller Kirchengemeinden im Nonstal, einschließlich des Deutschnonsberges, aber auch aus dem Val di Sole am Oberlauf des Noce zogen in Prozessionen am 15. Januar nach San Romedio. Seit 1907 ist der 15. Januar ein nichtgebotener Gedenktag des heiligen Romedius in der Diözese Trient, während in der Diözese Bozen-Brixen er dies bereits seit 1795 ist. Der 15. Januar ist auch der Tag, an dem der Innenhof des Wallfahrtsortes wieder im Sonnenlicht erstrahlt. Als Stärkung wurde den Pilgern am 15. Januar, die seit dem Vorabend nichts gegessen hatten, im Pilgerhaus ein Teller warme Kuttelsuppe gereicht. Eine Tradition, die bis in die Gegenwart fortlebt. Die Gläubigen aus Sanzeno, Romeno, Don, Amblar sowie aus St. Felix und aus Unsere Liebe Frau im Walde zogen nach einem Pestgelübde von 1632 am 15. August sogar ein zweites Mal in einer Prozession nach San Romedio. Mit der Umsetzung der Kirchenreform 1786 waren Prozessionen nur noch aus der zugehörigen Pfarrgemeinde erlaubt, so dass die Anzahl der Prozessionen stark abnahm. Einige Pfarrgemeinden, wie die von St. Felix und Unseren Liebe Frau im Walde, hielten sich jedoch nicht an das Verbot und zogen auch weiterhin in Prozessionen nach San Romedio.
Am 7. Juli 1809 pilgerte Andreas Hofer und 700 Tiroler Schützen nach der Zweiten Bergiselschlacht nach San Romedio. Im Gedenken daran versammeln sich die Tiroler Schützen alljährlich am 7. Juli in San Romedio. Im Sommer 1825 wurden im Schnitt 500 Pilger täglich in San Romedio gezählt. Die Gläubigen pilgerten aus der näheren und weiteren Umgebung in das Nonstal. Es waren vor allem Pilger aus den Nachbartäler, sie kamen aber auch aus Venetien und dem deutschsprachigen Tirol.
San Romedio wird jährlich schätzungsweise von über 300.000 Personen besucht. Bei einer vom örtlichen Fremdenverkehrsverein durchgeführten Befragung gaben ein Teil der Besucher an, dass sie San Romedio nicht aus religiösen Gründen besuchten.
San Romedio war seit alters her als Benefiziat einem Prior unterstellt. Sein Wahl unterlag seit 1206 dem Bischof von Trient. Im 16. Jahrhundert erhielten die Thun nach dem Ausbau des Wallfahrtortes von Papst Leo X. das Recht den Prior zu ernennen. Ab 1529 mussten der Prior seinen festen Wohnsitz nach San Romedio verlegen. Nach dem Besuch des Fürstbischofs Dominikus Anton von Thun 1742 wurde San Romedio zu einer von Sanzeno unabhängigen Pfarrei erklärt und 1815 erhielten die Prioren das Recht, die Sakramente zu spenden. 1930 ernannte Bischof Celestino Endrici San Romedio zu einer Sonderpfarre.
Nach dem Zweiten Weltkrieg vertraute Erzbischof Carlo de Ferrari San Romedio der Obhut der Franziskaner an, die seitdem die liturgischen Zeremonien übernehmen. 1986 wurde im Zuge der Revision der Lateranverträge von 1929 die Sonderpfarre San Romedio wieder aufgelöst und der Besitz dem Bistum Trient unterstellt. Letzterer umfasste 1952 eine Fläche von fast 2500 Hektar, wobei etwas mehr als die Hälfte auf Wald-, Wiesen- und Ackerflächen fielen. Seit 1989 untersteht San Romedio der neu eingerichteten Prioratskirche San Romedio.

## Architektur
Der Gebäudekomplex aus dem sich San Romedio zusammensetzt, entstand im Laufe der Jahrhunderte durch den Anbau verschiedener Gebäudeteile, wobei die ältesten sich an der Spitze der Felsnadel befinden. Er besteht aus zwei Kirchen, drei Kapellen, Wohn- und Wirtschaftsgebäuden, die sich den Geländeverhältnissen auf der engen Felsnadel anpassen.

### Fassade und Portal
Die massive fast festungsartige Eingangsfassade stammt aus dem 18. Jahrhundert und ahmt in ihrem schlichten Aufbau einen Spätrenaissancebau nach. Sie ist charakteristisch für viele in gleichem Zeitraum entstandene Herrenhäuser im Nonstal. Das barocke Eingangsportal aus Marmor wird überragt von einer Mariengrotte, in der sich anstelle eines Marienbildnis eine Statue des Heiligen Romedius befindet. Die Skulptur wurde von Federigo Sottil 1770 geschaffen. Über der Skulptur ein Holz-Kruzifix eines unbekannten Künstlers, das 1913 nach der Heiligsprechung des Romedius durch Papst Pius X. 1907 angebracht wurde. Auf dem Architrav des Eingangsportals eine mahnende Inschrift in italienischer Sprache.

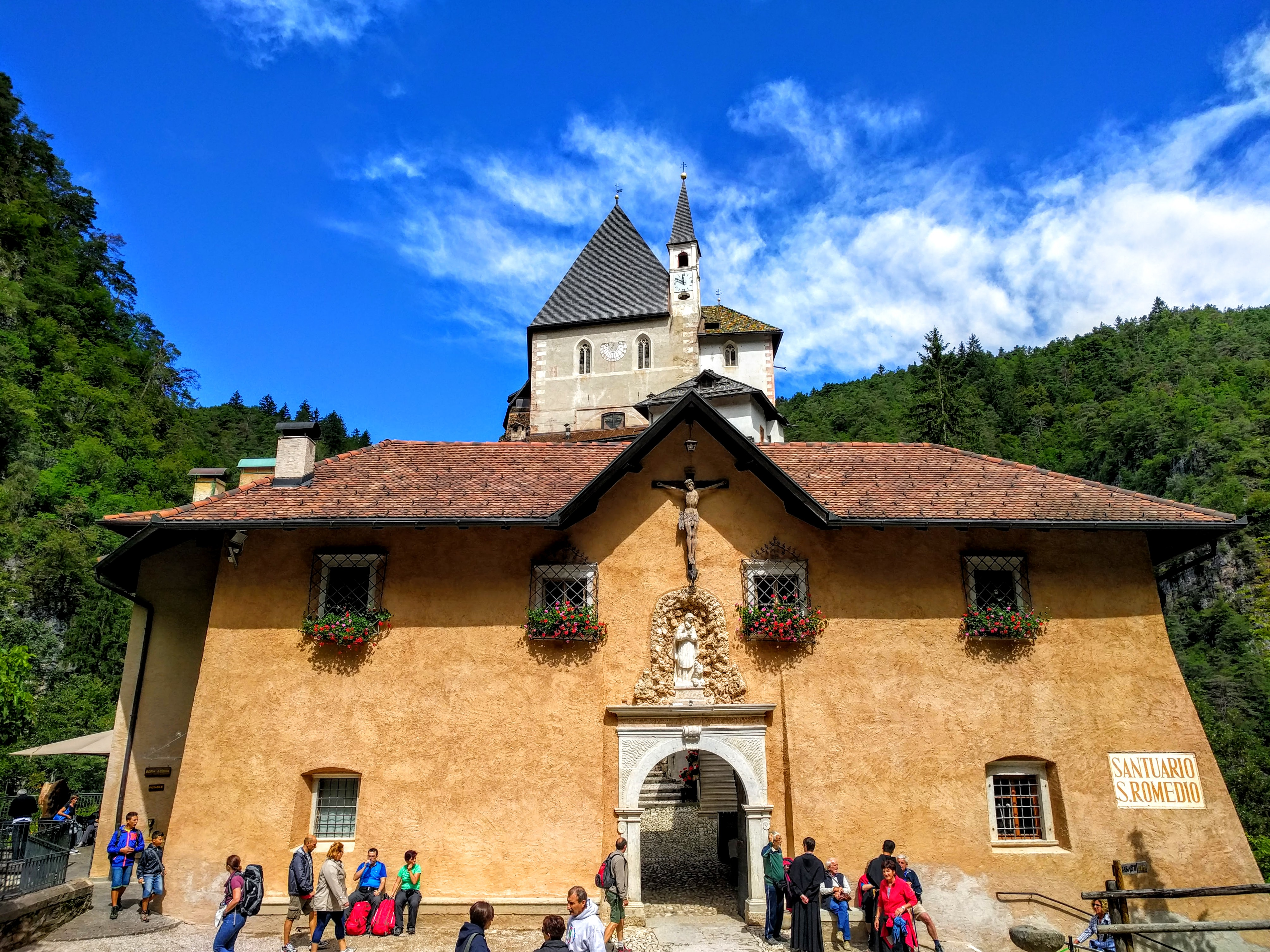
Eingangsfassade aus dem 18. Jahrhundert
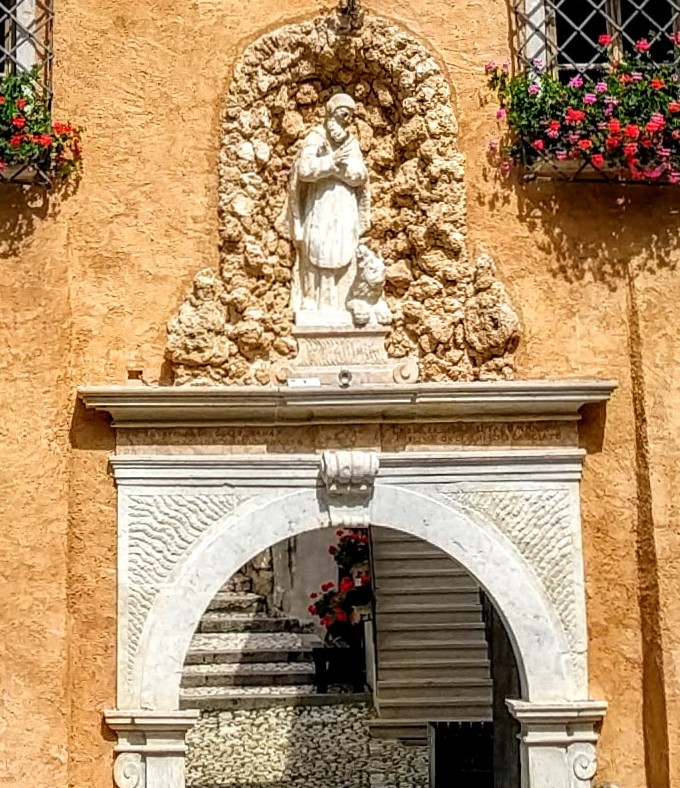
Barocke Eingangsportal mit der Statue des Heiligen Romedius
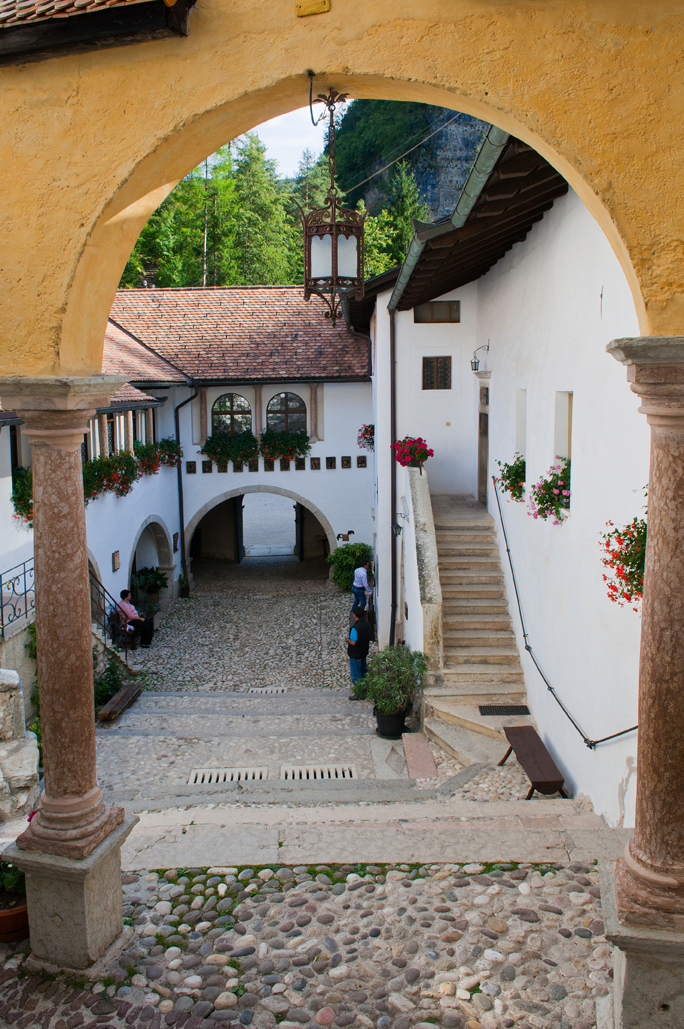
Innenhof, links der Wohn- und rechts der Gastbereich
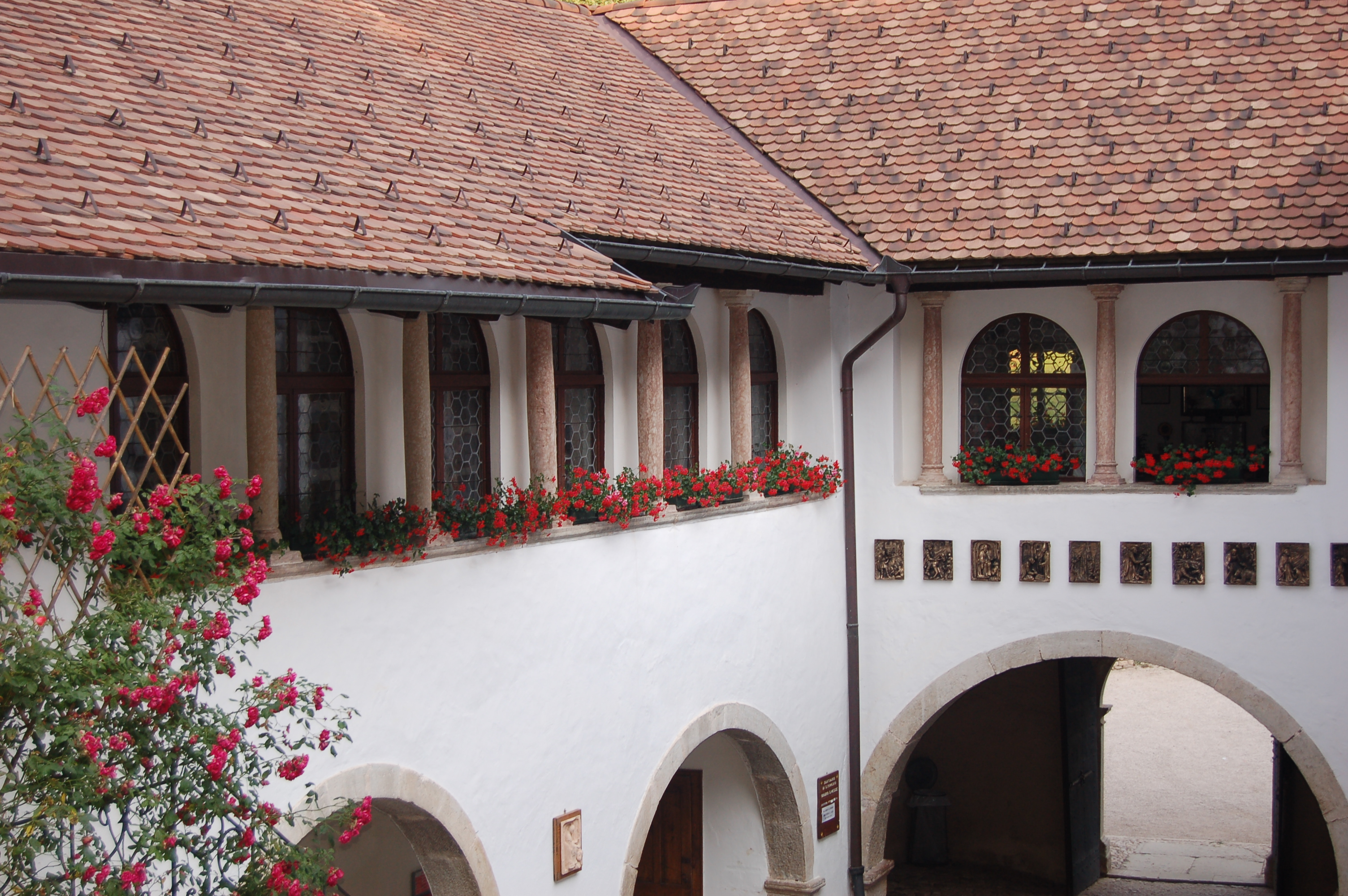
Der Wohnbereich mit Loggia, Eingangstor und den 2001 angebrachten Bronzereliefs
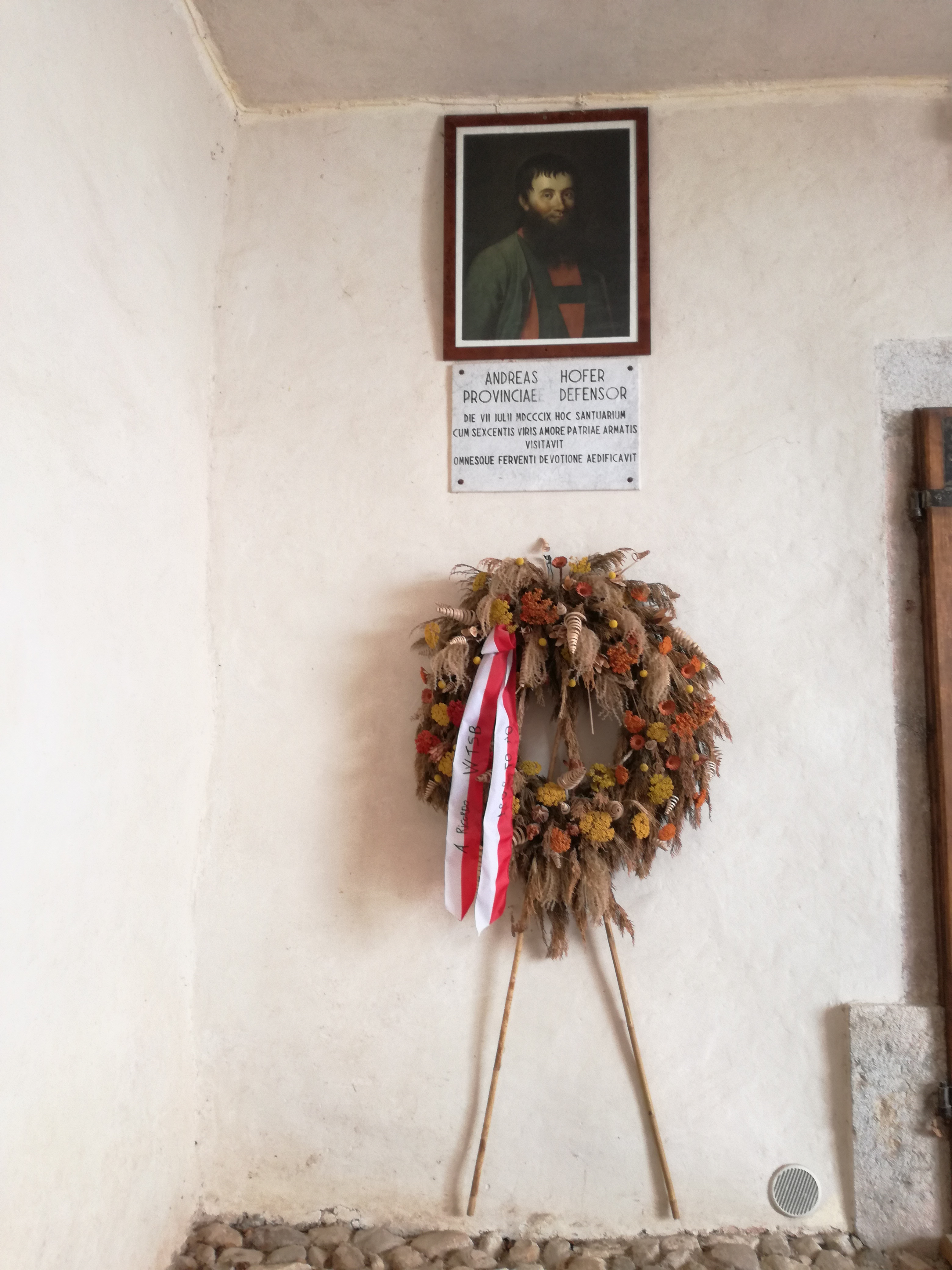
Andreas-Hofer-Gedenktafel

### Innenhof
Um den grob gepflasterten Innenhof reihen sich die Wirtschafts- und Wohngebäude des Komplexes. Der Bereich gehört zu den jüngsten Bauabschnitten des Wallfahrtsortes und wurde zwischen dem 17. und 18. Jahrhundert errichtet. Er wurde mehrmals angepasst und umgestaltet. Vermutlich diente er ursprünglich als kleiner Bauernhof, später als Pilgerhaus.
Rechts des Eingangsportals befinden sich im Obergeschoss seit 1948 die Wohnräume des Priors und der andere Mönche, die über eine Außentreppe zu erreichen sind. Im Erdgeschoss darunter liegen mehrere für verschiedene Zwecke genutzte Räume. Die L-förmig an der Ost- und Südseite liegende Loggia wurde 1729 im Renaissance-Stil errichtet. Die roten Steinsäulen im Obergeschoss stammen ursprünglich von Castel Valer in Tassullo. Links des Eingangs liegt das ehemalige Wohngebäude des Wärters. Im Erdgeschoss ist mittlerweile ein kleiner Gastraum zur einfachen Bewirtung der Besucher und Pilger eingerichtet. Gleich nach dem Eingangsportal ist an der linken Wand eine Gedenktafel für Andreas Hofer angebracht, der im Juli 1809 während des Tiroler Volksaufstandes als Wallfahrer San Romedio aufsuchte. Auf der gegenüberliegenden rechten Seite, erinnert eine Tafel an Gian Giacomo Gallarati Scotti, der sich um den Schutz des Braunbären in den Alpen verdient machte. An der oberen westlichen Außenwand befindet sich das Wappen der Familie Thun-Hohenstein, dem böhmischen Zweig der aus dem Nonstal stammenden Familie Thun. An der Außenwand der Loggia sind über dem Eingangsportal eine Reihe von Bronzereliefs zu sehen, die vom Bildhauer Sergio Pasetto stammen und im Gedenken an das tausendjährige Bestehen von San Romedio 2001 angebracht wurden.
2017 wurde in den Räumen des Erdgeschosses der Ostseite von der Soprintendenza der Kulturgüter der Provinz Trient eine Dauerausstellung eröffnet, die sich mit der Geschichte des Wallfahrtsortes San Romedio, dem heiligen Romedius und der Heiligenverehrung befasst.

### Treppenaufgang
Vom Innenhof führen 131 Stufen bis zum Heiligtum des Romedius. Der Treppenaufgang besteht aus einer Außen- und Innentreppe. Erstere wurde 1864 angelegt, während die anschließende Innentreppe mit ihren 115 Stufen bereits 1707 entstand und 1747 erneuert wurde. Die Außentreppe führt nach einige Stufen durch einen 1770 erbauten Triumphbogen hindurch, hinter dem der eigentliche sakrale Bereich von San Romedio beginnt. Der auf vier Säulen ruhende Bogen ist mit drei Fresken geschmückt, auf denen von links nach rechts der heilige Romedius mit seinen Gefährten Abraham und David, der heilige Vigilius und die drei, der Legende nach im nahen Sanzeno getöteten heiligen Märtyrer Sisinius, Martyrius und Alexander abgebildet sind. Entlang der Treppe liegen vier Kreuzwegstationen der fünf Schmerzhaften Geheimnisse (doloris mysteria) des Rosenkranzes. Sie werden in der Literatur verschiedenen Künstlern zugeschrieben und entstanden alle in der ersten Hälfte des 18. Jahrhunderts, als auch die Treppe errichtet wurde.
Am Beginn der Innentreppe liegt auf der linken Seite eine Tür, die zu einem für Besucher nicht zugänglichen Bereich des Komplexes führt. In dem auf zwei Stockwerken angelegten Gebäudebereich, der von außen mit seinem langen Holzbalkon leicht auszumachen ist, befanden sich früher die Unterkünfte der Familie Thun.

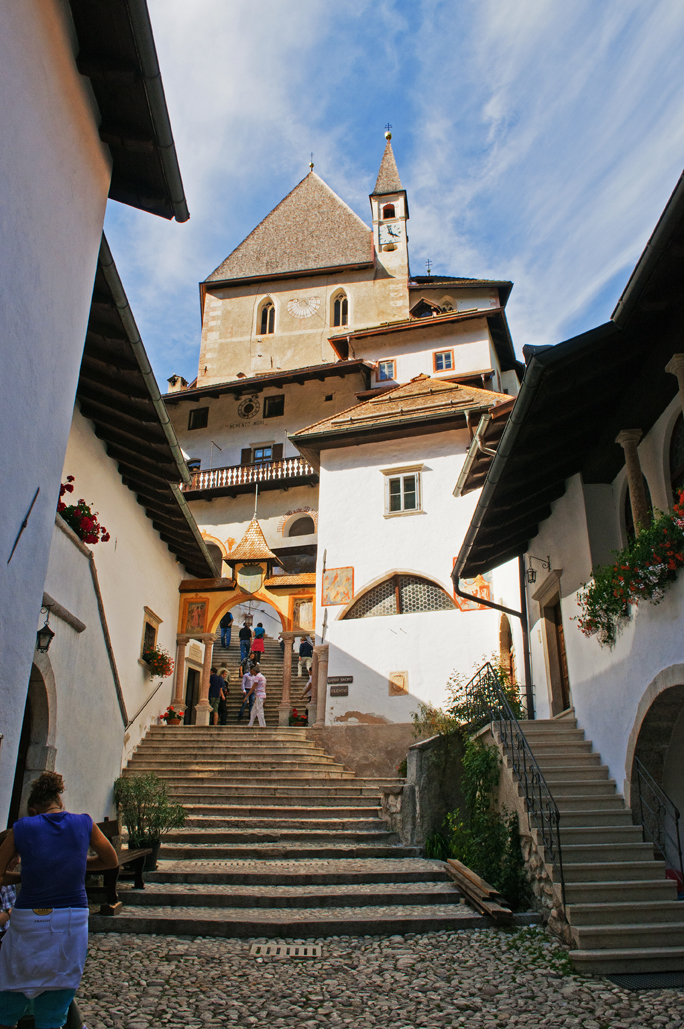
Außentreppe des Treppenaufgangs
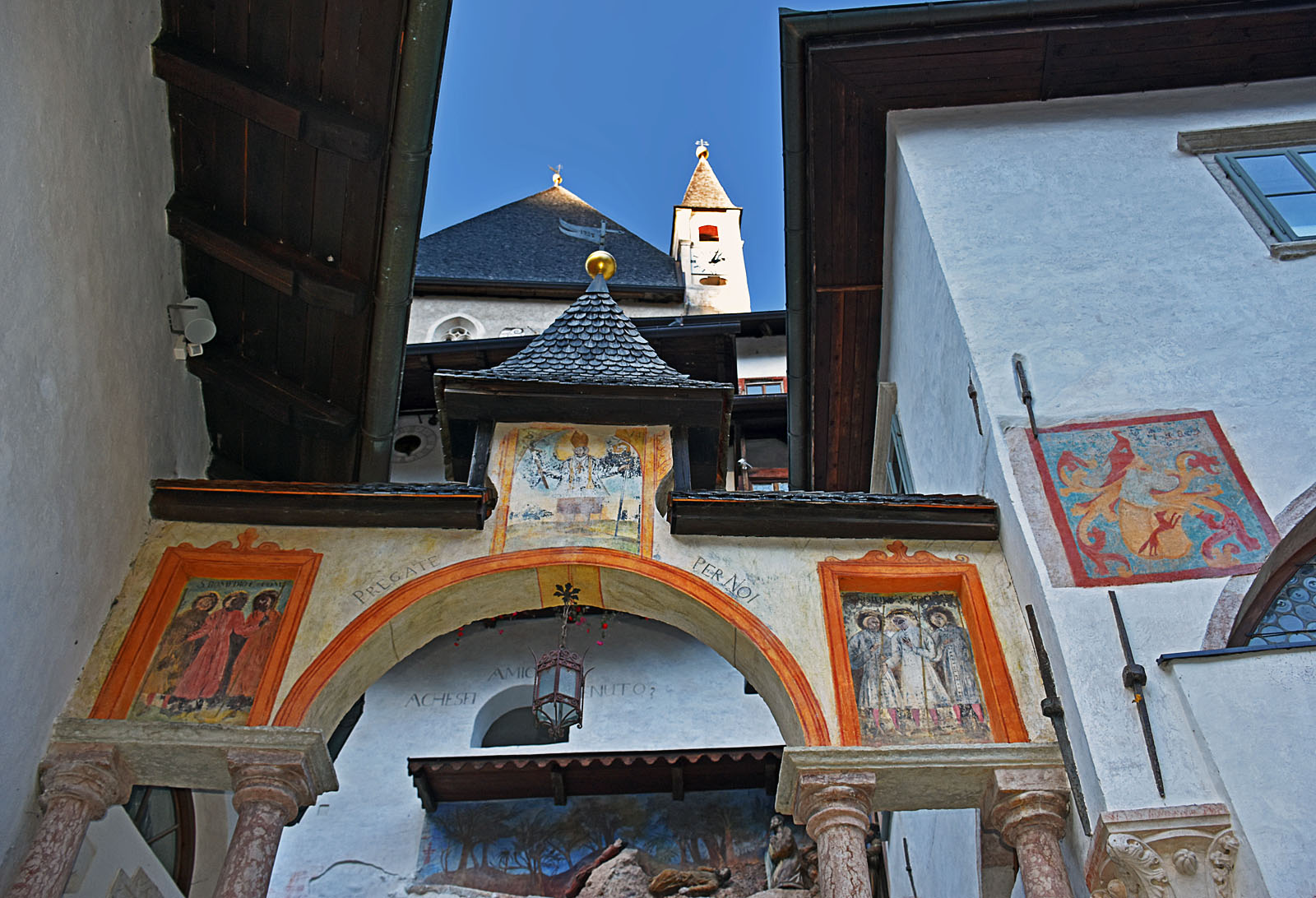
Triumphbogen
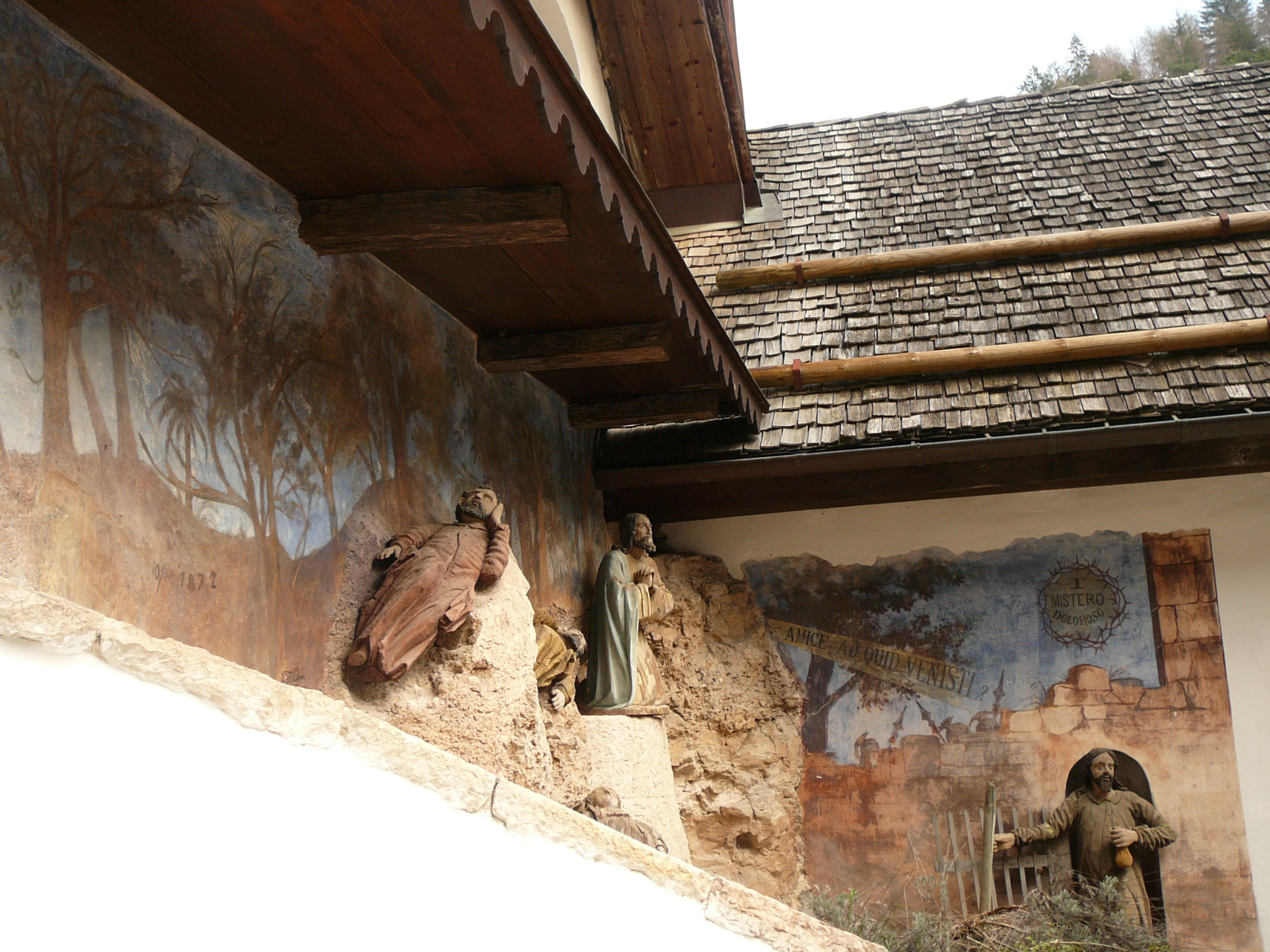
Kreuzwegstation „Ölberggruppe“
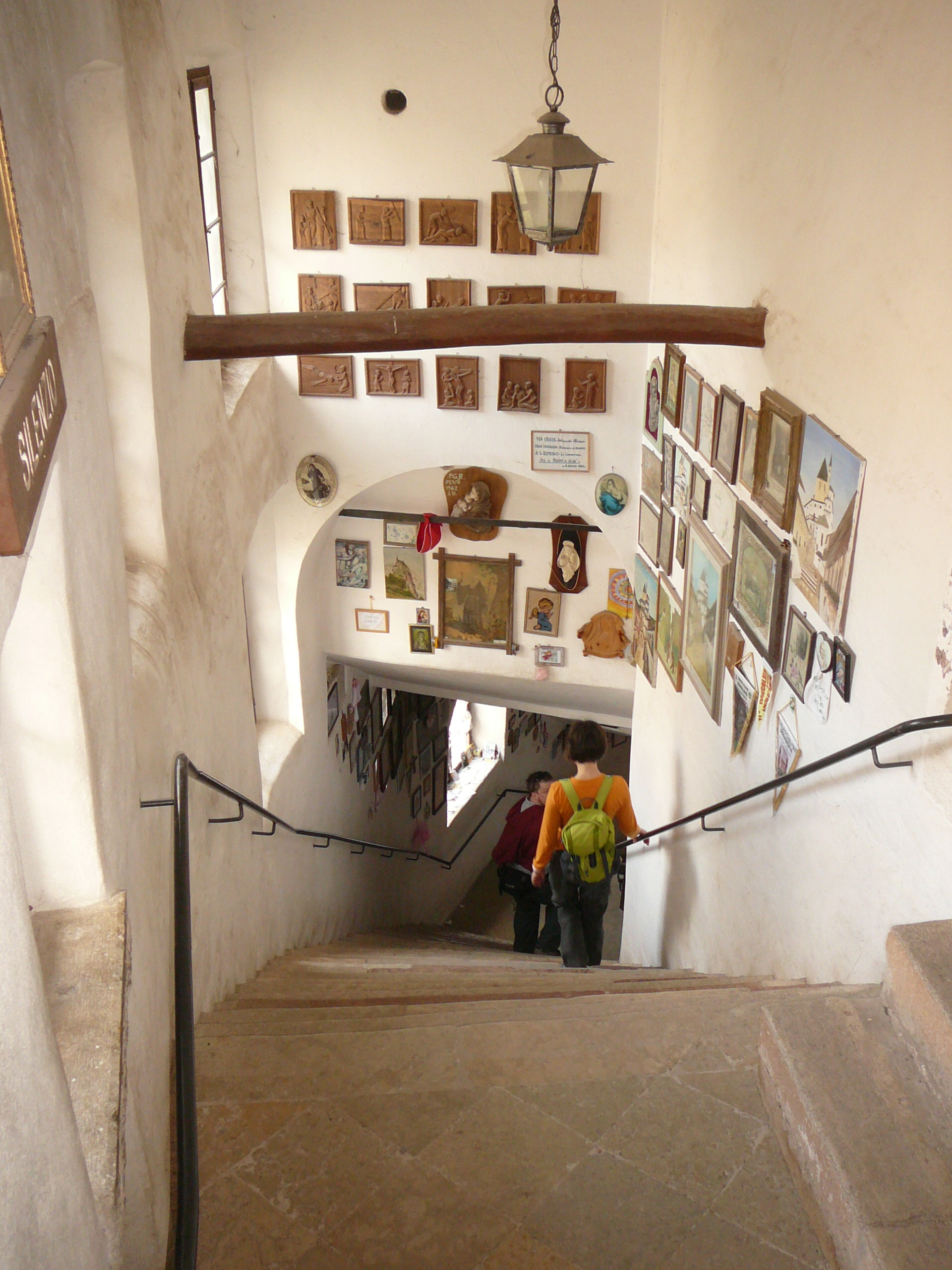
Innentreppe mit Votivbildern

### Kapelle der Addolorata
Die der Schmerzensmutter 1923 geweihte Kapelle befindet sich nach dem Triumphbogen auf der linken Seite. Sie wurde nach dem Ersten Weltkrieg als Votivkapelle ehemaliger Kriegsteilnehmer geweiht. Es wird vermutet, dass an der Stelle bereits eine wesentlich ältere Kapelle gestanden haben könnte. Der mehrfarbige und vergoldete Holzaltar stammt aus dem 16. Jahrhundert. Das Altarretabel zeigt eine Mater Dolorosa, der ein Schwert in die Brust dringt. Seitlich zwei Holzfiguren aus dem 20. Jahrhundert, die den heiligen Josef und heiligen
Franziskus jeweils mit Kind im Arm darstellen. Die Figur des heiligen Josef auf der linken Seite des Altars stammt von einem Holzbildhauer aus St. Ulrich im Grödnertal. Rechts neben dem Altar in einer Nische die erste der insgesamt fünf Kreuzwegstationen. Die kleine Holzfigurengruppe stellt die Station „Jesus begegnet seiner Mutter“ dar. Die Arbeit wird einem Südtiroler Künstler zugeschrieben und entstand wahrscheinlich um 1730.

### Kapelle San Giorgio
Die auf der Höhe des Triumphbogens liegende Kapelle des heiligen Georg befindet sich auf der Ostseite des Gebäudekomplexes gegenüber der Kapelle der Addolorata. Sie wurde im Auftrag von Georg von Cles, dem Großvater des Kardinals und Fürstbischofs Bernhard von Cles, 1478 im spätgotischen Stil errichtet und wird auch als Cles-Kapelle (italienisch Cappella Clesiana) bezeichnet. Die im Grundriss 4 × 4 Meter große Kapelle besitzt einen zwischen dem 15. und 16. Jahrhundert entstandenen Freskenzyklus, den Zamboni als handwerkliche und farbenreiche Arbeit eines unbekannten Künstlers ohne größere künstlerische Ansprüche beschreibt. Auf den noch gut erhaltenen Fresken des Kreuzrippengewölbes sind die Evangelistensymbole und die vier Kirchenväter Ambrosius von Mailand, Augustinus von Hippo, Gregor von Nyssa und Hieronymus dargestellt. In den Lünetten sind Szenen aus dem Leben des Drachentöters Georg und über dem Eingang aus dem Leben des heiligen Romedius zu sehen. Auf Letzterem ist auch der Wallfahrtsort San Romedio abgebildet, so wie er zur Entstehungszeit des Freskos ausgesehen haben könnte. Das Bild ist zugleich eine der ersten Darstellungen, auf der ein Bezug zwischen dem Heiligen und dem Wallfahrtsort hergestellt wird. Von den Wandfresken sind dagegen nur noch auf einer Wandseite Spuren erhalten, auf denen das Martyrium des heiligen Georg zu erkennen ist. An der Nordwand der Kapelle steht auf einer Steinkonsole der Holzaltar mit einer Pala, die auf das Jahr 1607 zurückdatiert werden kann. Sie zeigt den heiligen Georg, den Erzengel Michael und dem heiligen Romedius, darüber die Krönung Mariens. Eingerahmt wird die Pala von vier kleineren Bildern, auf denen die Heiligen Katharina, Barbara, Ursula und Margherita zu sehen sind. Über dem Altar eine steinerne Gedenktafel mit lateinischer Inschrift, die an den Stifter der Kirche und an das Jahr ihrer Errichtung erinnert. An der südlichen zum Innenhof gewandten Außenwand sind links das Wappen der Familie Fuchs von Fuchsberg und rechts daneben das Wappen derer von Cles abgebildet.

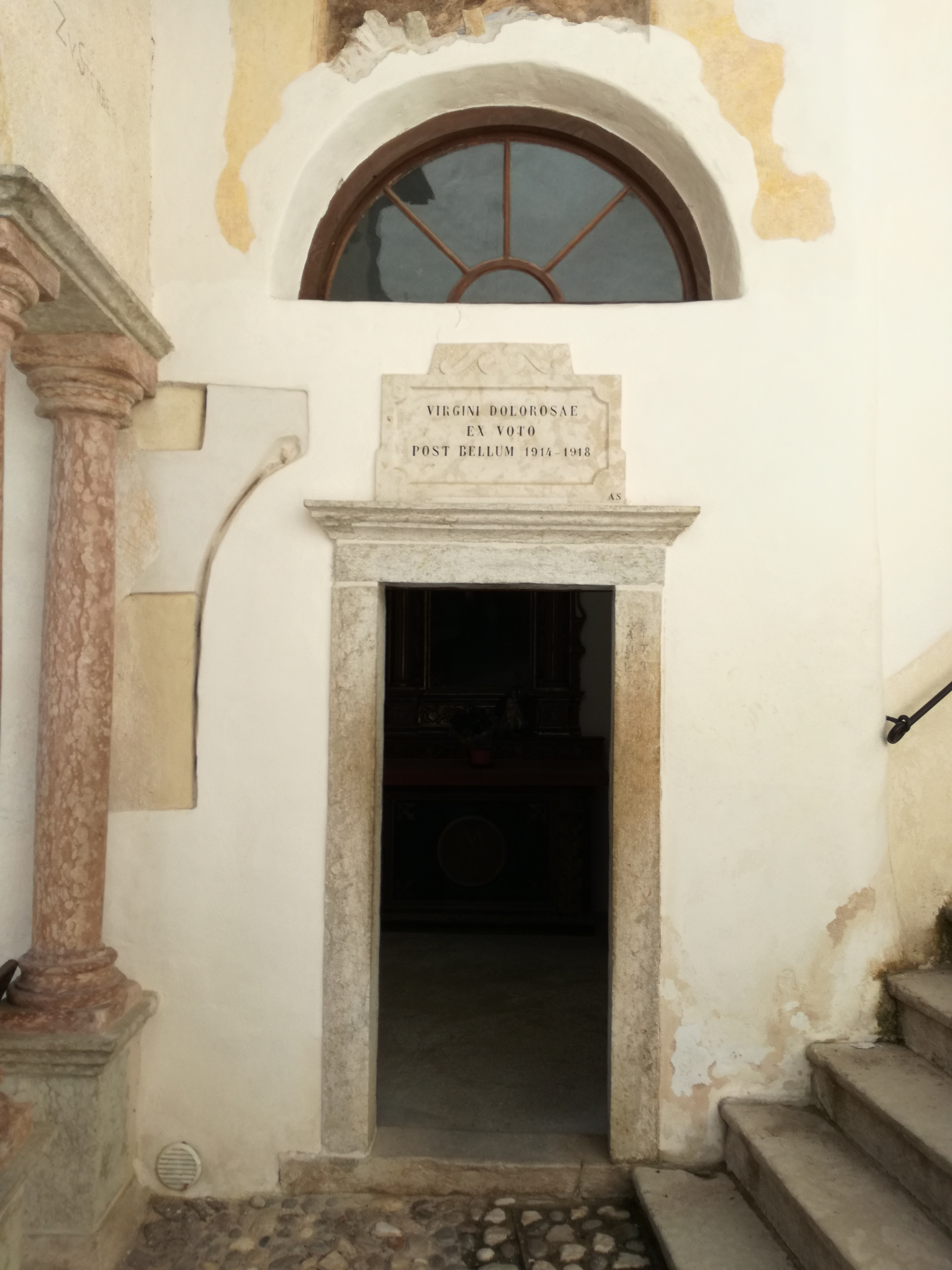
Eingangsportal Kapelle der Addolorata
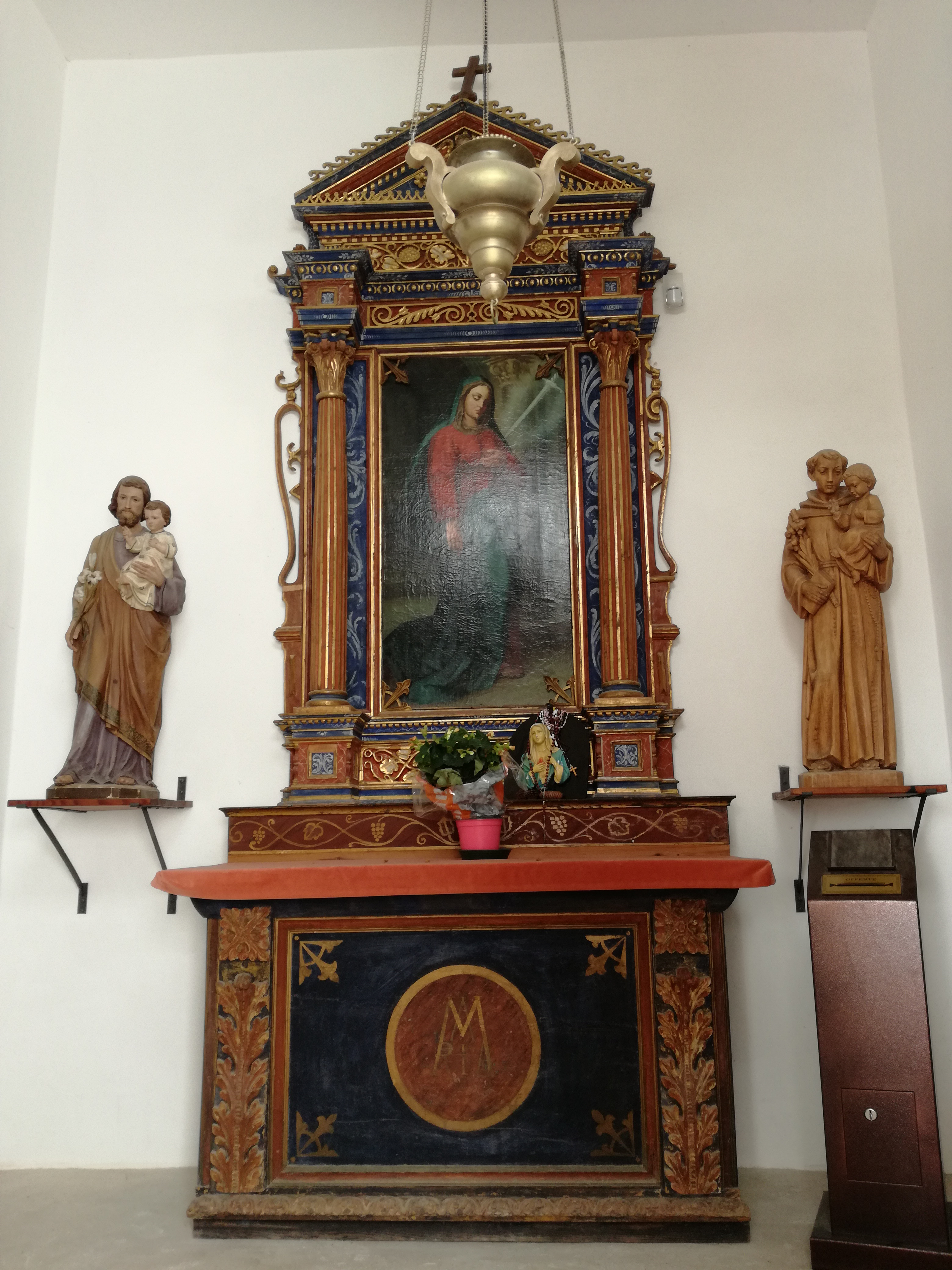
Altar Addolorata-Kapelle
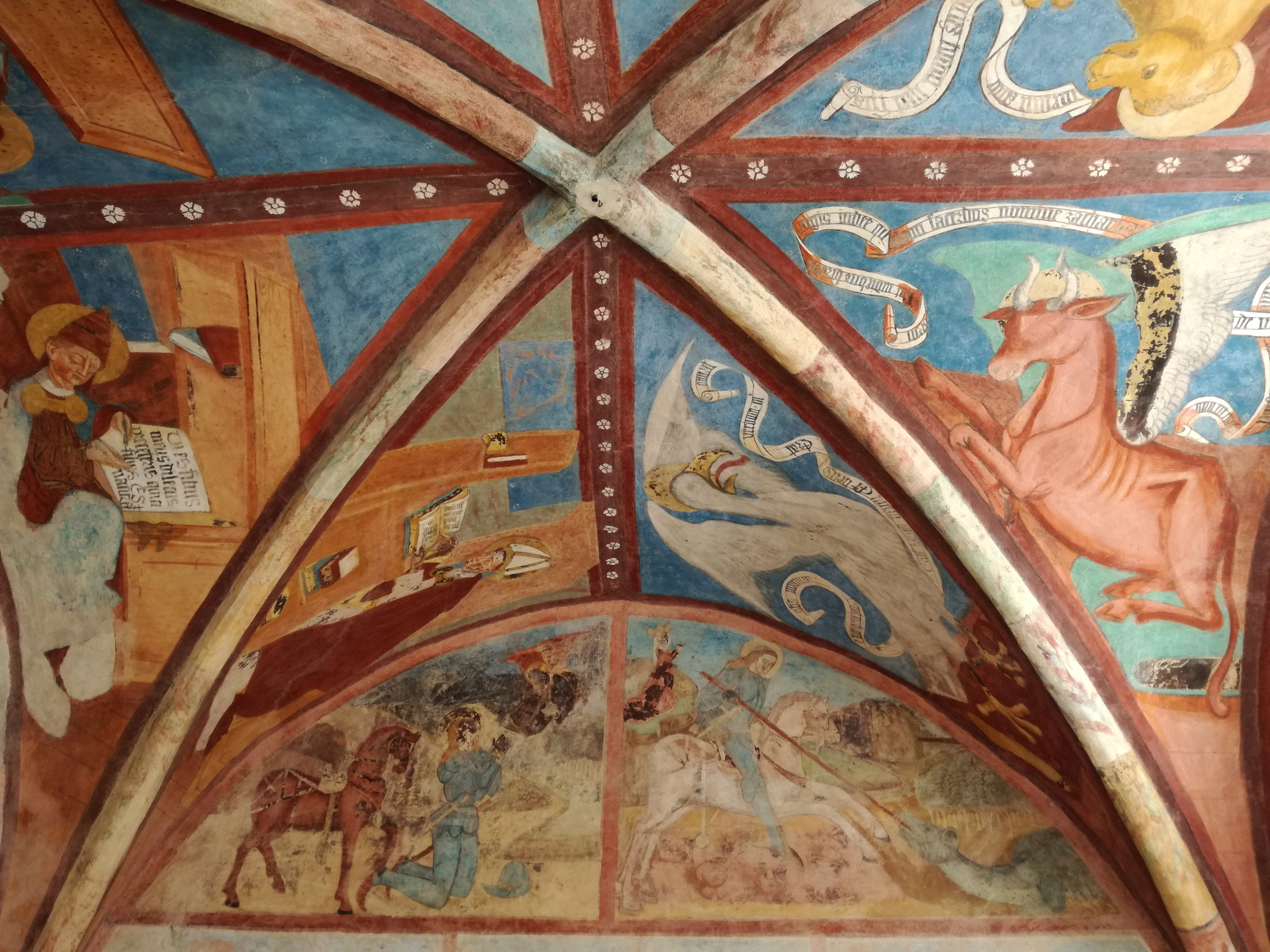
Fresken Kapelle San Giorgio
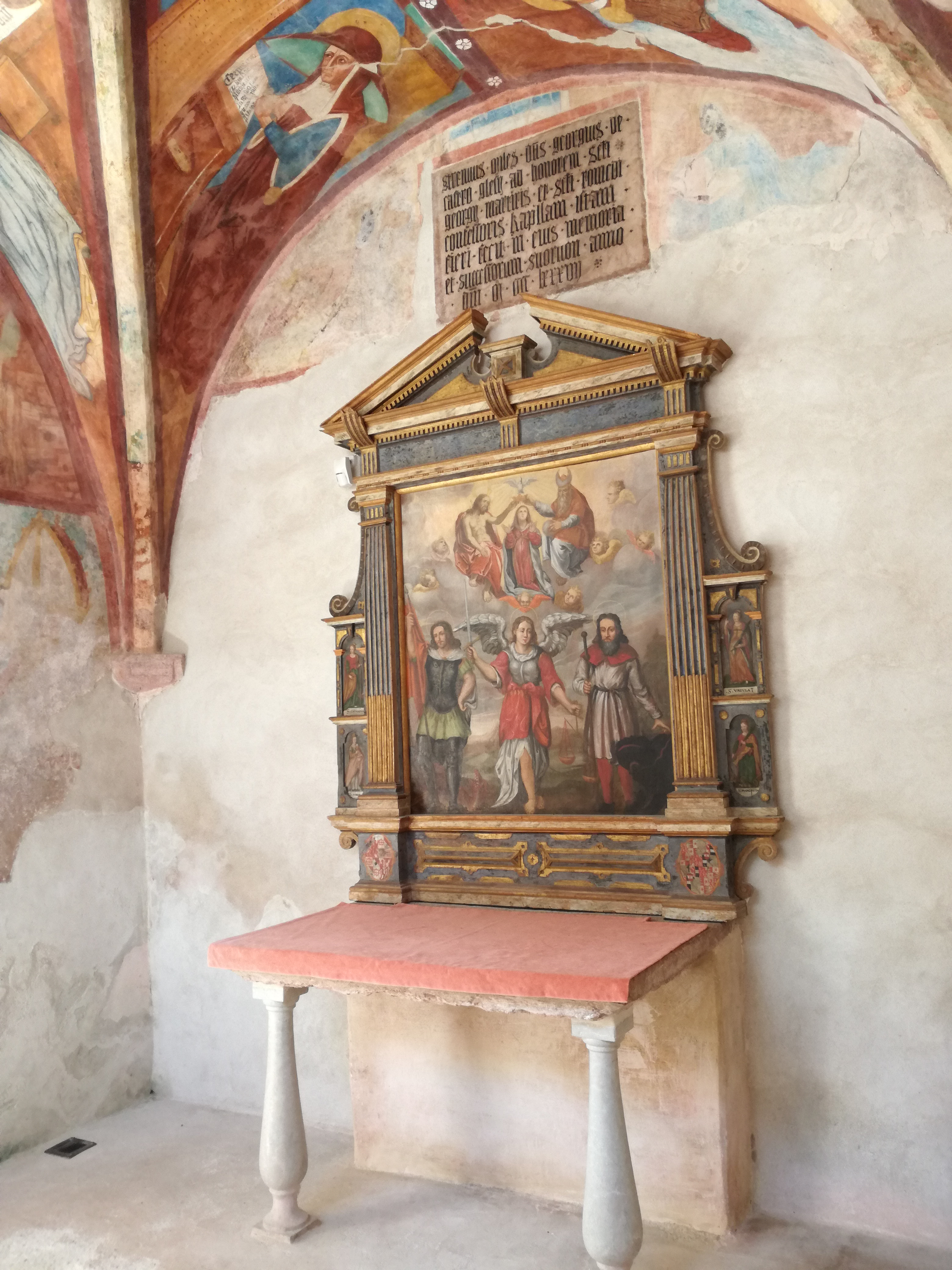
Altar Kapelle San Giorgio

### Kirche San Michele
Die Kirche San Michele wird auch als Kirche des Santissimo Sacramento bezeichnet. Sie wurde 1514 im Auftrag der Familie Thun errichtet, nachdem Papst Leo X. im Jahr zuvor den Thun das Kirchenpatronat über San Romedio zusprach. Zamboni nennt sie deshalb auch Thun-Kapelle. An den Baukosten beteiligte sich Georg von Spaur, Herr von Castel Valer, der mit einer Thun verheiratet war. Die Wappen der Thun und der Spaur, sind neben weiteren Wappen von lokalen Adelsgeschlechtern auf den Schlusssteinen des Netzgewölbes zu finden. Der reich dekorierte Bau wurde im Übergangsstil zwischen Gotik und Renaissance gestaltet, den der Kunsthistoriker Nicolò Rasmo in Anlehnung an den Trienter Fürstbischof Bernhard von Cles, als Clesianischen Stil bezeichnet hat. Er zeigt sich deutlich an seinem gotisch strukturierten Gewölbe, das mit fein gestalteten Blumenmotiven der Renaissance ausgeschmückt ist. Die Blumenmotive wurden von dem aus Latsch stammenden Vinschgauer Maler Adrian Mayr 1584 geschaffen. Der Rundbogen an der südlichen Seitenwand war einst offen, worauf die asymmetrische Gewölbestruktur und das Fehlen jeglicher Fresken auf dieser Wandseite hinweist. Nach Zamboni gelangte man ursprünglich von hier aus in den darüber liegenden Bereich der Pilgerstätte, so dass der Bau mit seiner großen seitlichen Öffnung einem Atrium glich und erst nach dem Zumauern am Beginn des 18. Jahrhunderts die Form einer Kirche annahm. Die gegenüberliegende nördliche Seitenwand ist dagegen mit mehreren Fresken geschmückt. Sie zeigen im unteren Bereich mehrere Persönlichkeiten aus dem Hause Thun und stammen aus der ersten Hälfte des 18. Jahrhunderts. Auf der Höhe des Altars ist unter anderem der Salzburger Fürsterzbischof und Auftraggeber des Freskos Johann Ernst von Thun und Hohenstein abgebildet, in der Wandmitte der 1569 bei einem Brand auf Castel Thun umgekommene Sigmund von Thun, enger Vertrauter der Trienter Fürstbischöfe Bernhard von Cles, Cristoforo Madruzzo und Giovanni Ludovico Madruzzo. Ihm gegenüber ist seine Frau, eine geborene von Spaur, abgebildet. Darüber ein Fresko, das nach Degasperi wahrscheinlich eine Szene aus dem Leben des heiligen Romedius zeigt. An den Wänden sind außerdem 14 Bilder mit Kreuzwegstationen aufgehängt, die der aus dem Pustertal stammende Maler Mathias Lamp, Vater des bekannteren Johann Baptist Lampi, 1757 anfertigte.
Der hölzerne Barockaltar entstand 1713 ebenfalls im Auftrag von Johann Ernst von Thun und Hohenstein. Die von Rasmo Adrian Mayr zugeschriebene Pala zeigt den Erzengel Michael, dem die Kirche geweiht ist, und wurde nach Rasmo 1608 angefertigt. Eingerahmt wird das Altarbild von zwei in der Mitte des 18. Jahrhunderts entstandenen Holzskulpturen, die den heiligen Romedius und den heiligen Franz von Assisi darstellen und von Alessandro Prati geschaffen wurden.

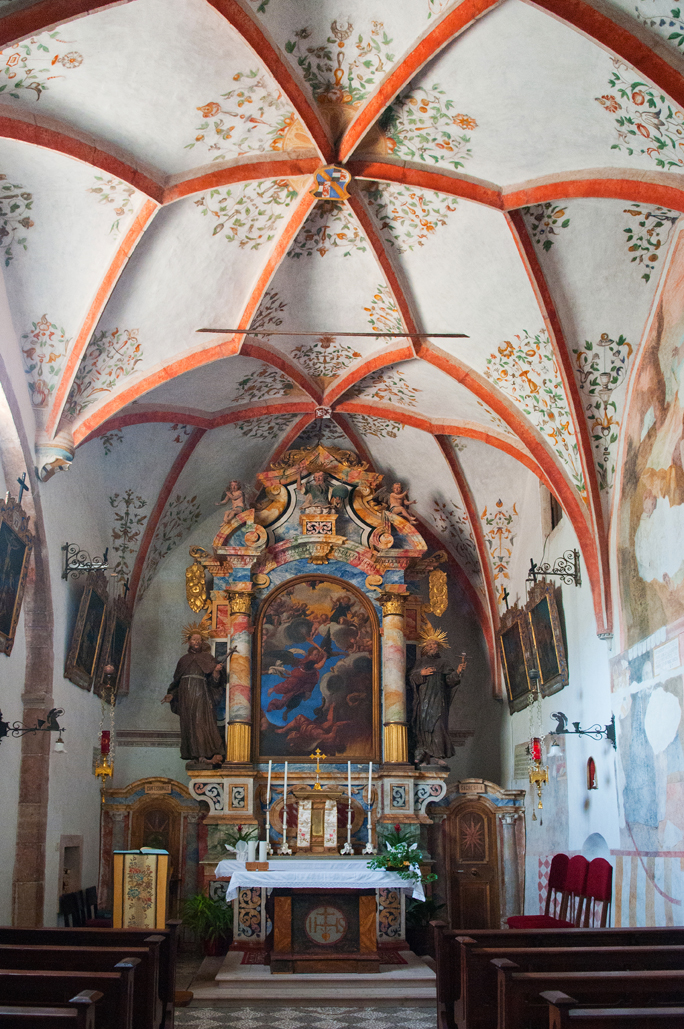
Kirche San Michele
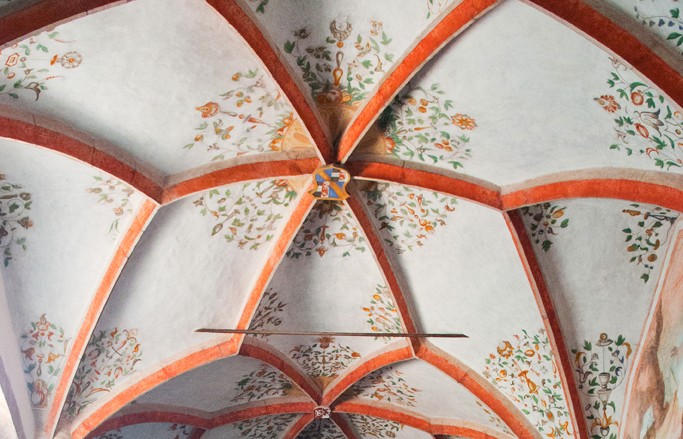
Netzgewölbe mit Blumenmotiven
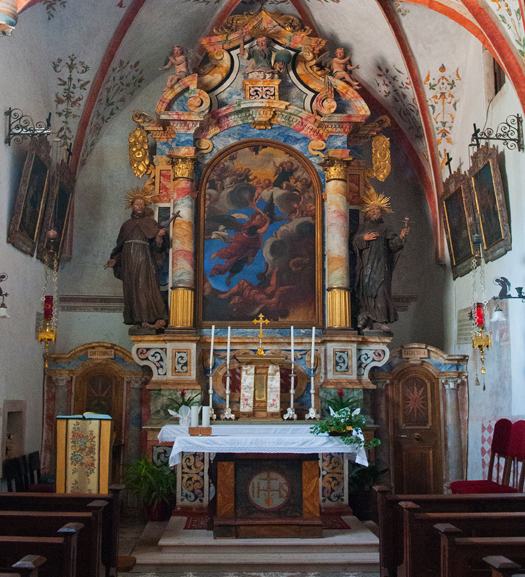
Altar der Kirche San Michele
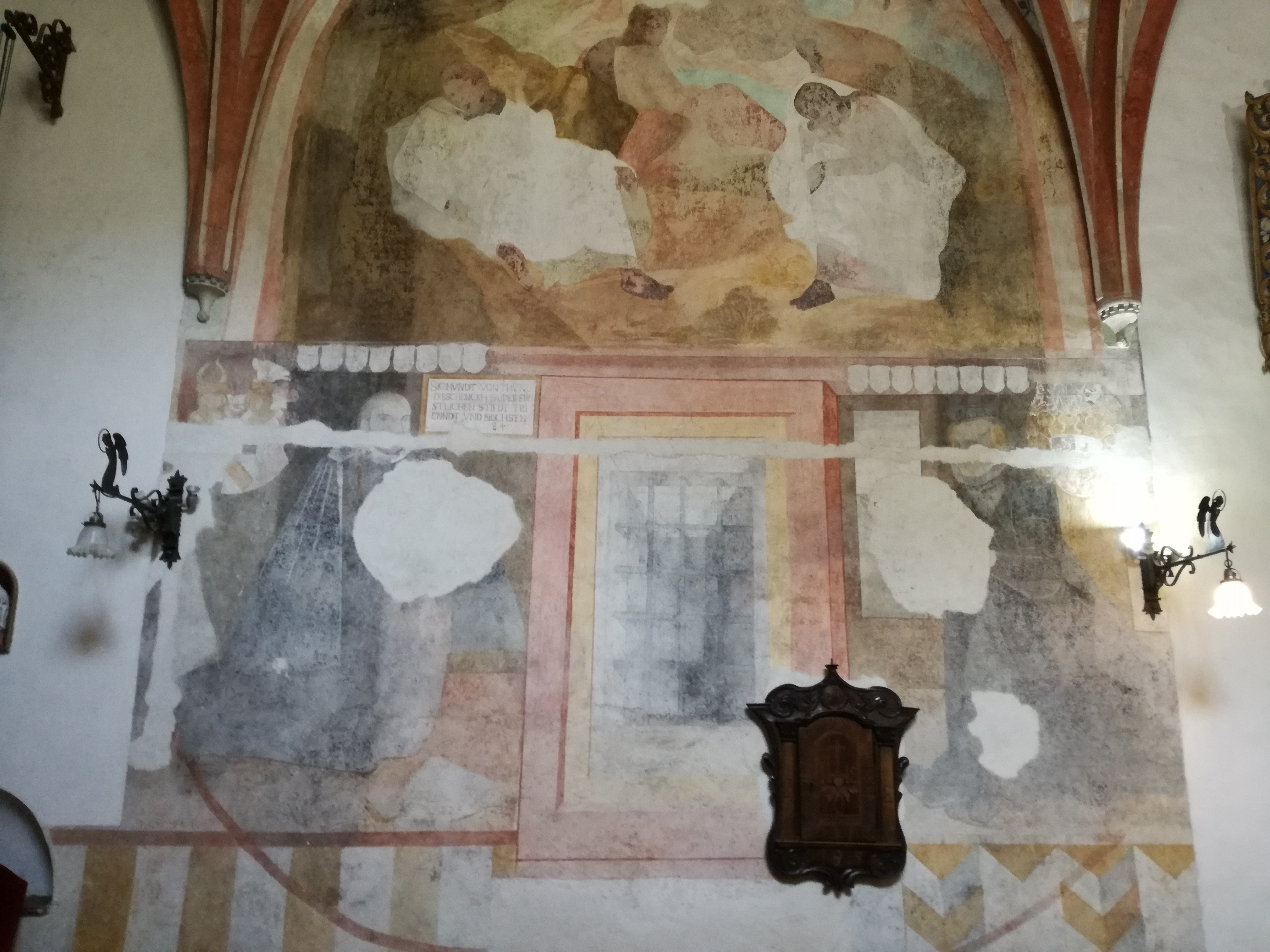
Wandfresko mit Sigmund von Thun und seiner Frau

### Kirche San Romedio
Ein kleines gotisches Spitzbogenportal führt vom Ende der Innentreppe in die Kirche San Romedio. Sie wird auch als Große Kirche (ita. Chiesa maggiore) bezeichnet, da sie das größte Gotteshaus der Wallfahrtsstätte ist. Der Bau liegt in Teilen über der Kirche San Michele und in Teilen direkt auf der Felsnadel. Er passt sich den örtlichen Gegebenheiten an, was ihm einen asymmetrischen fünfeckigen Grundriss verleiht. Die fünf Seitenwände weisen alle eine unterschiedliche Länge auf. Die Nordwand ist zugleich die Südwand des nördlich angrenzenden Heiligtums.
Die dem heiligen Romedius geweihte Kirche wurde im Jahr 1536 ebenfalls im Auftrag der Familie Thun erbaut. Sie sollte die Pilger im Zentrum des Wallfahrtsortes, als Vorraum vor dem Heiligtum empfangen. Fürstbischof Bernhard von Cles versprach jedem Pilger, eine 40-tägige Indulgenz für den Besuch der Kirche, die um weitere zehn Tage aufgestockt wurde, wenn die Pilger einen für den Bau brauchbaren Stein mit auf die Felsnadel schleppten.
Die architektonisch eher unauffällige Kirche gleicht dieses Manko mit ihrer Ausstattung wieder aus. Zamboni vergleicht sie sogar mit einem Museum. Der Altar steht an der Südseite eingerahmt von zwei gotischen Biforien mit Maßwerk und Bleiglasfenstern. Der barocke Holzaltar ist wie ein Geschenk des Bischofs Johann Ernst von Thun und Hohenstein und entstand 1751, wie aus einer lateinischen Inschrift links des Altars hervorgeht. Das Altaretabel mit dem heiligen Romedius und seinem Bären stammt von 1905 und ist eine Arbeit des aus Moena stammenden Künstlers Giambattista Chiocchetti. Sie wird von zwei Holzskulpturen eingerahmt, die die zwei Gefährten des Heiligen, David und Abraham, darstellen. Die ursprüngliche Pala, die dem polnischen Barockmaler Martin Theophil Polak zugeschrieben wird und die Kreuzabnahme zeigt, hängt über dem Eingang zur Sakristei. Vier der fünf Seitenwände sind mit zwölf Bilder eines unbekannte Künstlers geschmückt, die 1612 entstanden sind. Sie zeigen zehn Apostel, deren Namen jeweils angegeben ist sowie links neben dem Altar die Verkündigung des Herrn und rechts Mariä Aufnahme in den Himmel. Die Bilder wurden im 18. Jahrhundert von einem Künstler aus dem Nonstal nachgemahlt. Das Deckenfresko, das 1612 womöglich vom gleichen Künstler angefertigt wurde, hat die Auferstehung Jesu Christi zum Motiv. Gegenüber dem Eingang an der Westwand steht der mit mehreren Ölbildern geschmückte Beichtstuhl, die einige Heilige zeigen. Daneben die Kreuzwegstation mit der Grablegung Christi.
An der nördlichen Seitenwand ist im Fußboden ein Eisengitter eingelassen, unter dem sich eine kleine höhlenartige Einbuchtung befindet, die der Legende nach als Ort der Buße und des Gebets für einige nicht näher bekannte Eremiten gedient haben soll. An der Nordseite, die bis zum Bau der Kirche San Romedio im 16. Jahrhundert die Außenwand des Heiligtums war, befinden sich die kunsthistorisch bedeutendsten Elemente. An der zum Eingang der Kirche gewandten Seite sind unter Plexiglas geschützt eine Reihe von vorromanischen Freskenresten zu sehen, die 1932 bei Restaurierungsarbeiten entdeckt wurden. Dargestellt sind eine Madonna mit Kind und das nur bruchstückhaft zu erkennende letzte Abendmahl. Die im Stile byzantinischer Ikonen realisierten Bilder wurden in der Vergangenheit als die ältesten erhaltenen Fresken in der Provinz Trient angesehen. Rasmo datierte die ursprünglich dem 10. Jahrhundert zugeschriebenen Arbeiten auf das 12. Jahrhundert vor. Neuere Autoren ordnen sie zwischen dem Ende des 12. und dem Beginn des 13. Jahrhunderts ein. In der Mitte des 13. Jahrhunderts wurden sie von einer aus Verona stammenden Gruppe von Malern erstmals übermalt. Die Bilder dieser zweiten Schicht waren nach ihrer sorgfältigen Abtragung bis Anfang der 2010er Jahre über den älteren Bildern ausgestellt und sind seitdem Teil, der im Eingangsbereich von San Romedio eingerichteten Dauerausstellung. Im 15. Jahrhundert und zuletzt beim Bau der Kapelle San Romedio wurden zwei weitere Freskenschichten mit jeweils unterschiedlichen Motiven aufgetragen.

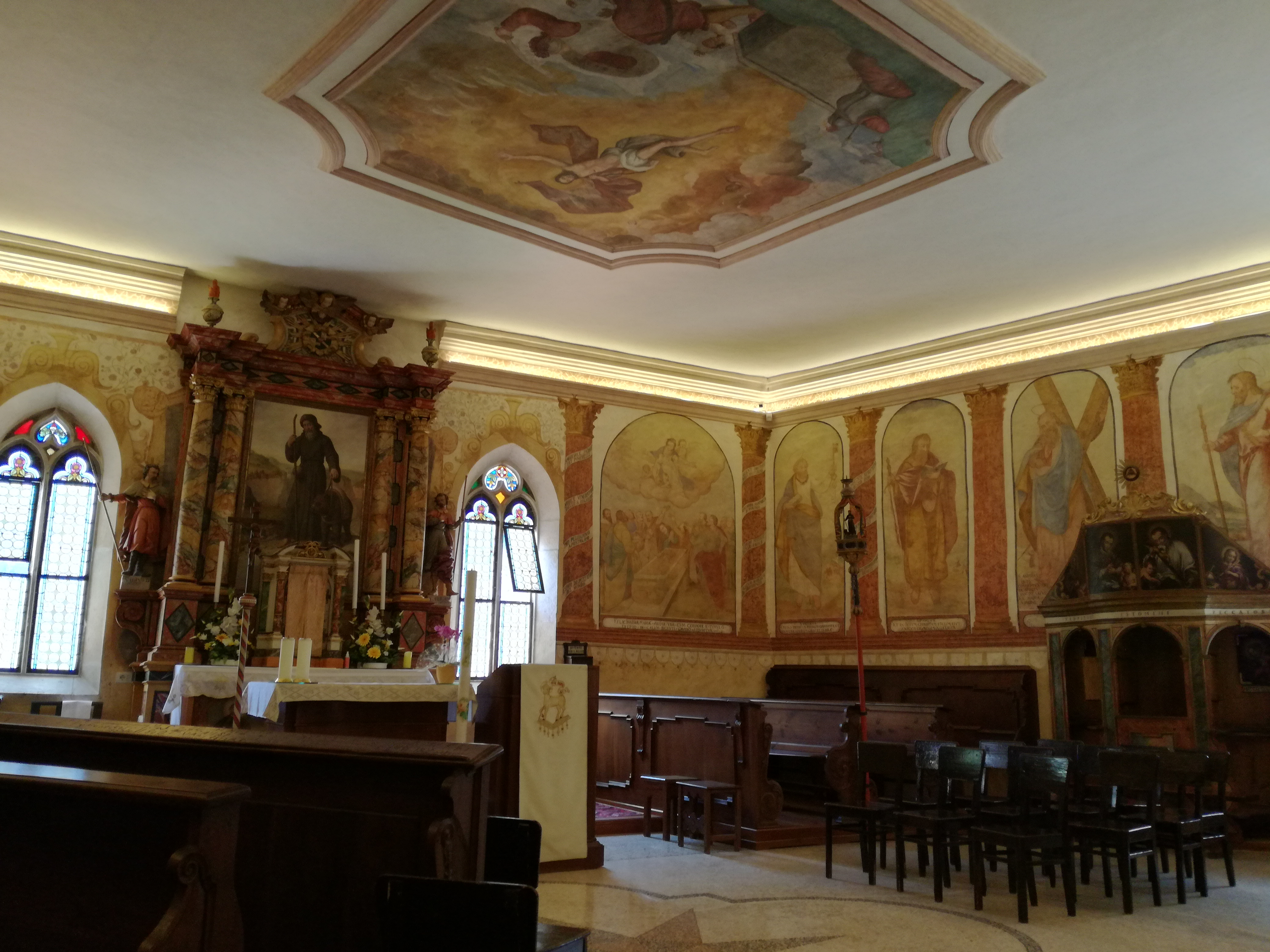
Kirche San Romedio mit Altar und Beichtstuhl
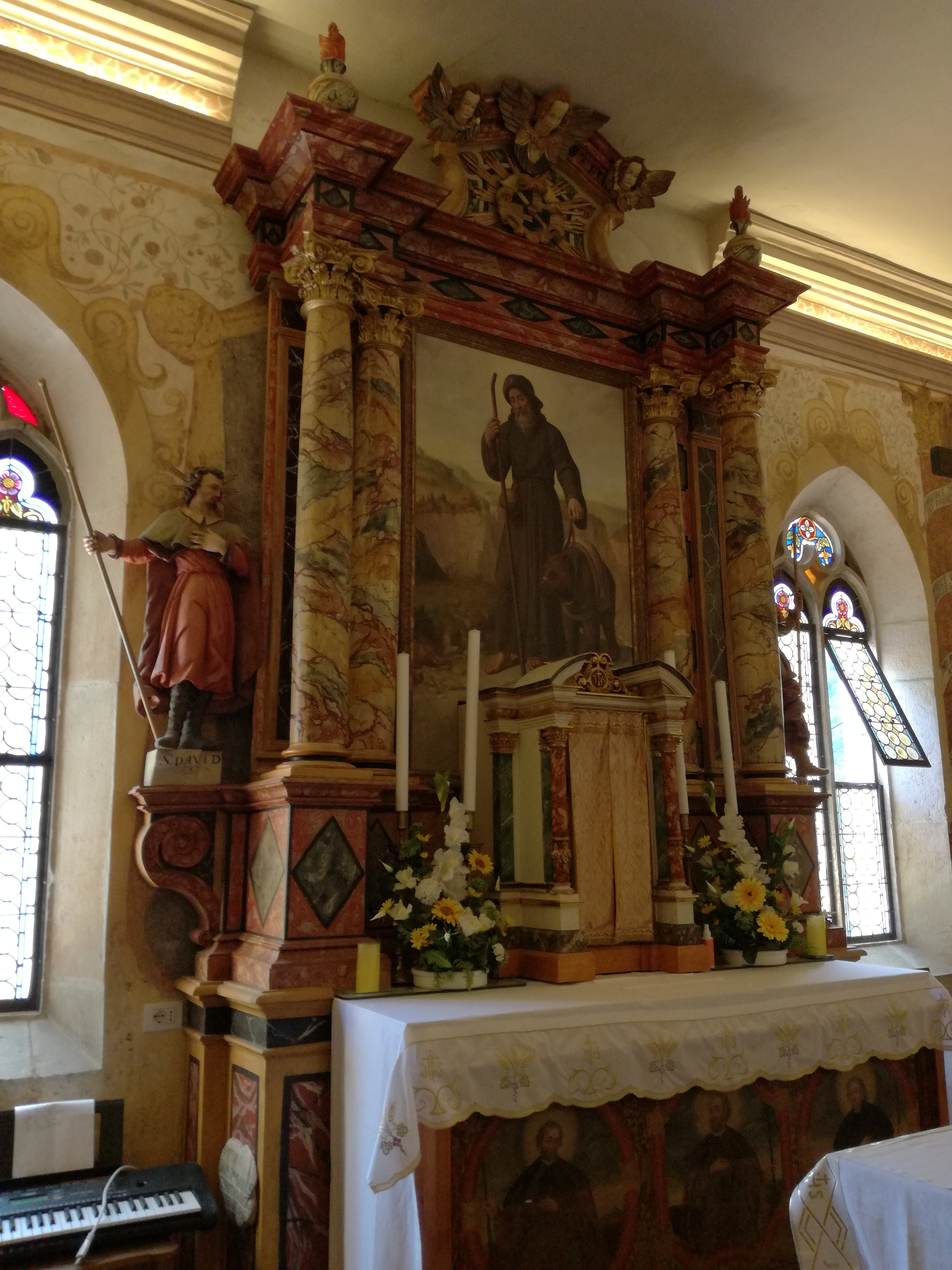
Altar Kirche San Romedio
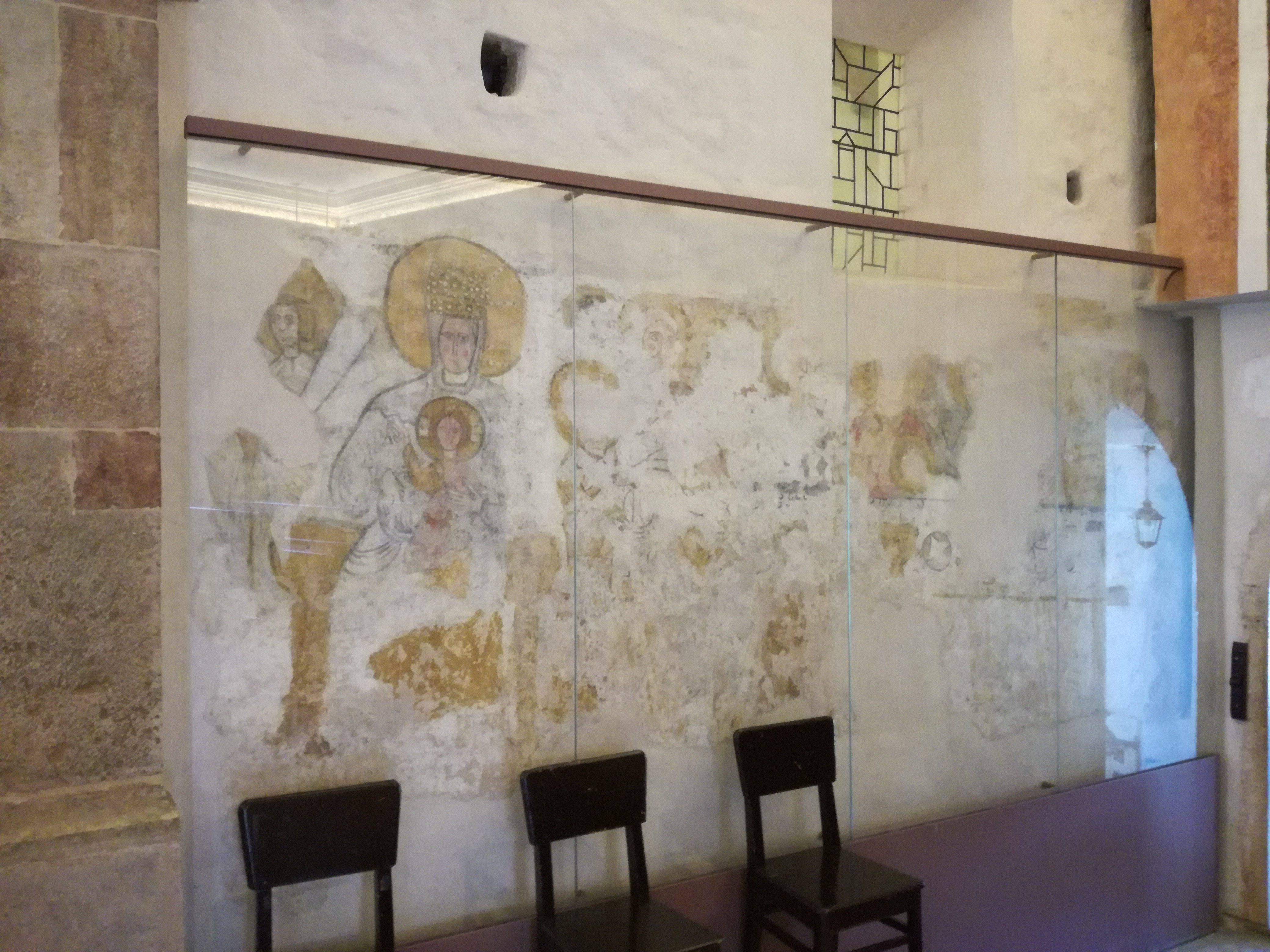
Vorromanischer Freskenzyklus
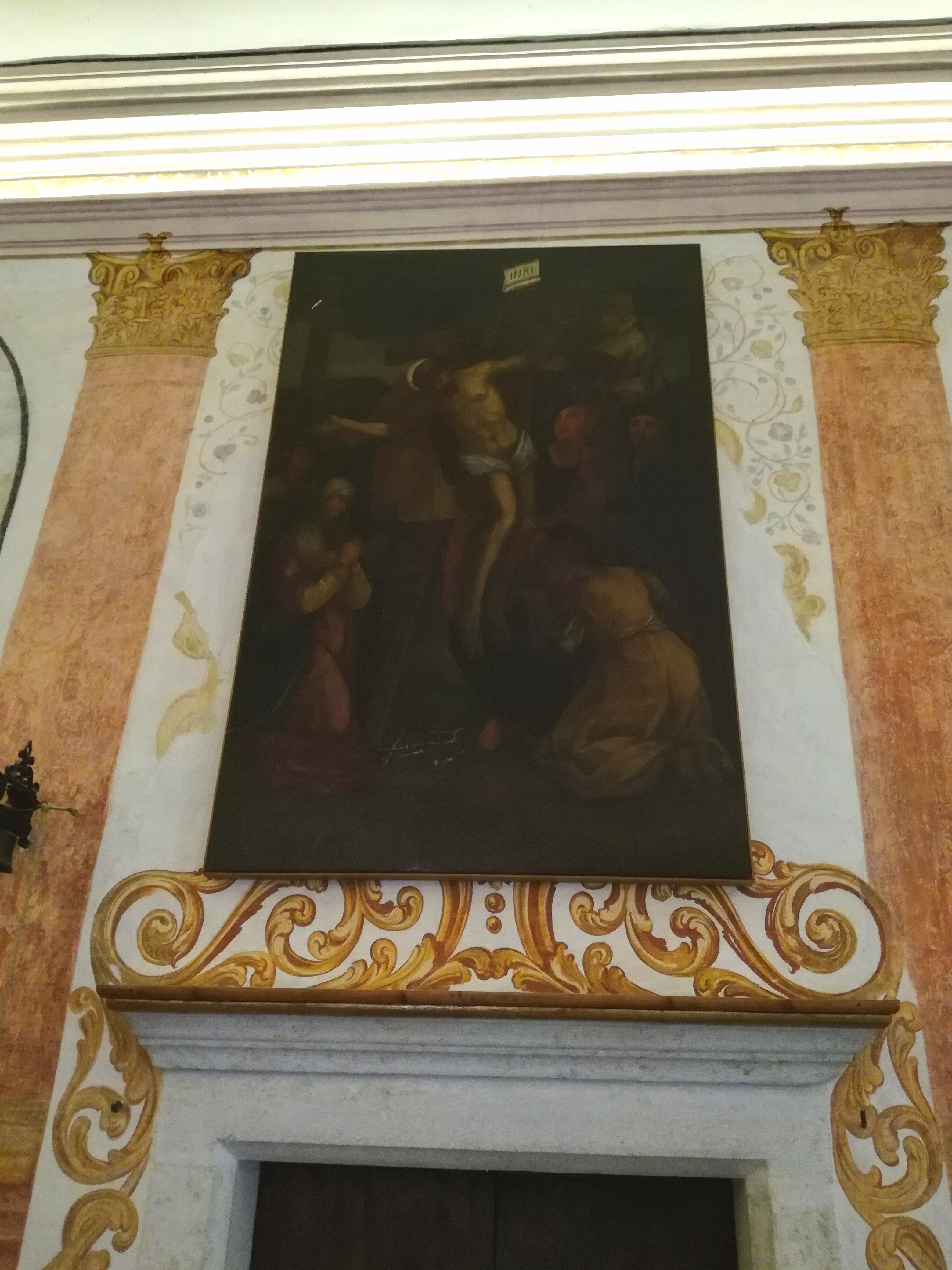
Martin Theophil Polak zugeschriebene Altarretabel

#### Portal der Aricarda
Neben den Freskenresten aus dem 12. Jahrhundert liegt das sogenannte Portal der Aricarda. Es birgt eine Reihe von Rätseln, die bislang nicht geklärt sind und von den Kunsthistorikern unterschiedlich interpretiert werden. Das romanische Stufenportal wurde im 13. Jahrhundert errichtet. Zu einer Zeit, als die Wallfahrtsstätte unter Friedrich von Cles und der Nonne Aricarda eine erste bauliche Blütezeit erlebte. Aus einer erhaltenen Handschrift geht hervor, dass Aricarda die Großmutter väterlicherseits von Friedrich von Cles war und nach dem Tod ihres Mannes in ein Kloster eintrat. Sie lebte womöglich zurückgezogen als Einsiedlerin auf San Romedio. An Aricarda erinnert die Inschrift an der linken oberen Seite des Portals, laut derer sie das Portal in Auftrag gab.
Keine einhellige Meinung gibt es über den Baumeister des Portals. In der Vergangenheit wurde sogar die mittlerweile widerlegte Hypothese aufgestellt, dass es ursprünglich für die Basilika Santi Martiri Anauniesi in Sanzeno errichtet worden sei. Nach Franz Dietheuer soll es sich um einen Comasker Steinmetzmeister mit Namen Otto, gehandelt haben, der am Dom von Trient arbeitete und nach einer großzügigen Spende Aricardas von Fürstbischof Friedrich von Wangen 1215 nach San Romedio abgestellt wurde. Nach Maria Glaser deutet Dietheuer die unbeholfen ausgeführte Inschrift allerdings falsch. Nach anderen Interpretationen der Inschrift könnte es sich auch um zwei Meister gehandelt haben.
Zweifellos wurde das Portal im Laufe der Zeit baulich verändert. So befand sich beispielsweise der rechts oben liegende Kämpfer ursprünglich am linken Pfosten, an der Stelle an der sich der farblich abweichende weiße Schlussstein mit dem Adlerrelief befindet. Am gegenüberliegenden rechten Pfosten steht der Kämpfer noch in seiner originalen Position. Auch das halb durch die linke Säule verdeckte Relief, lässt auf einen späteren Umbau schließen. Geändert wurden sehr wahrscheinlich auch die Dekorationen am Architrav, auf dem neben den Hochreliefs das eingravierte Kreuz augenscheinlich aus der Reihe fällt. Nicht geklärt ist, ob das christliche Kreuz ein anderes, eventuell als heidnisch angesehenes Symbol ersetzte.
Unklar bleibt auch, wen die drei Köpfe auf dem Architrav darstellen. Nach einigen Experten soll es sich um die drei in Sanzeno getöteten christlichen Märtyrer Sisinnius, Martyrius und Alexander handeln. Andere identifizieren sie mit dem heiligen Romedius und seinen Begleitern Abraham und David. Sie ähneln in ihrer Ausführung den Skulpturen, die an der romanischen Kirche Sankt Florian in Laag bei Neumarkt im Etschtal zu finden sind und stammen sehr wahrscheinlich von einem lombardischen Steinmetzen. Unterschiedlich gedeutet wurden auch die Relieffiguren, die sich am linken Pfosten befinden und von der linke Säule halb verdeckt sind. In der Vergangenheit ging man davon aus, dass es sich dabei um die Nonne Arcadia und Jesus Christus handle. Nicolò Rasmo identifizierte nach einhelliger Meinung die Darstellung als die Geburt Jesu. Zwischen Maria und dem Christuskind sind Ochs und Esel dargestellt, die allerdings hinter der Säule verborgen bleiben. Lediglich ein Stück einer Weinrebe ist zu erkennen, die die Geburtsgrotte symbolisiert. Die Figur des Adlers und das Kruzifix in der Lünette über dem Architrav weichen stilistisch von den anderen Skulpturen ab und wurden nachträglich ergänzt. Der Adler könnte sich nach Zamboni auf Fürstbischof Adelpret beziehen, der von 1156 bis zu seinem Tode 1177 Fürstbischof von Trient war, einen Adler in seinem Bischofswappen führte und in dessen Sakramentar San Romedio erstmals schriftlich erwähnt wird.

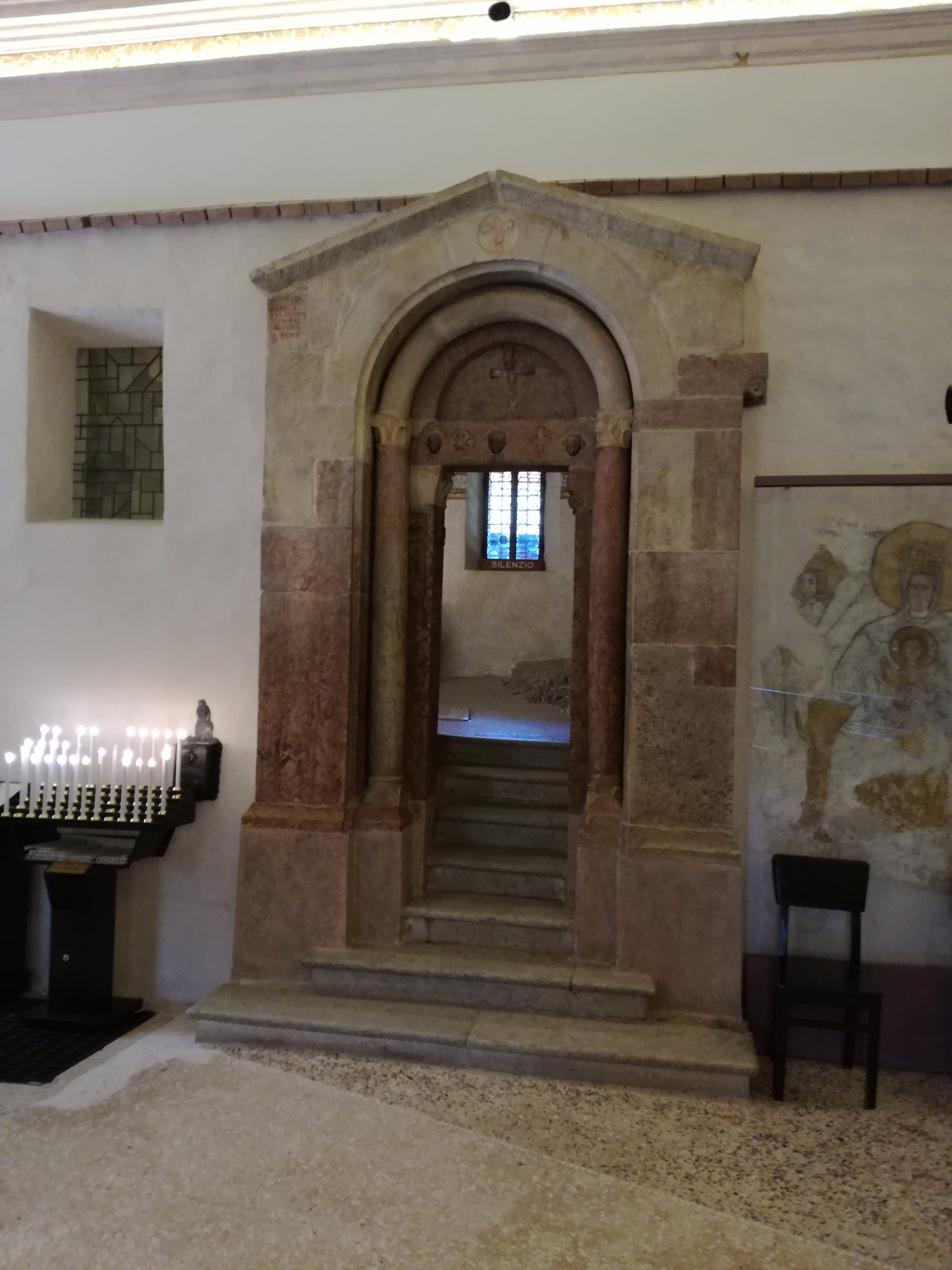
Portal der Aricarda
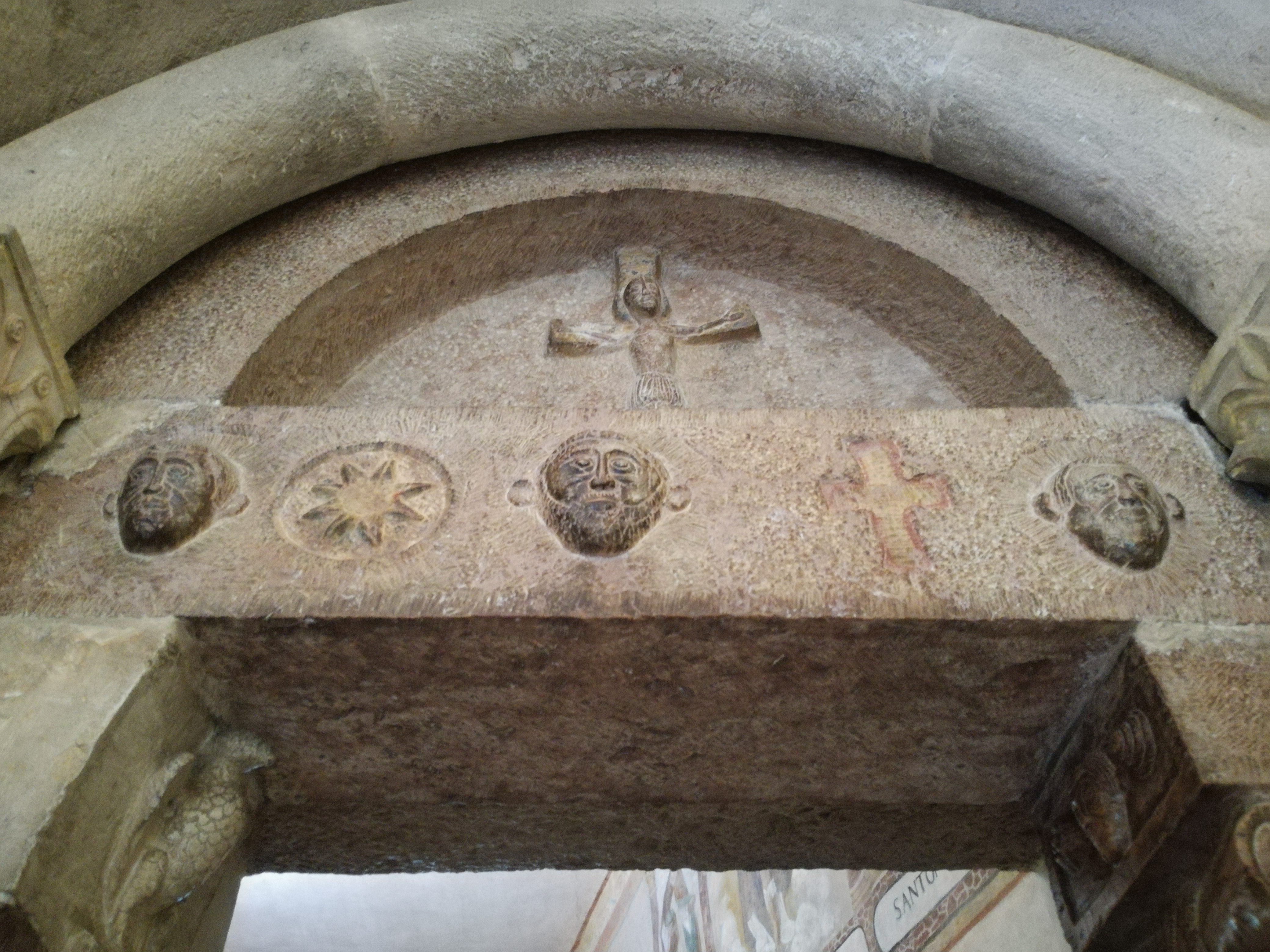
Dekorierter Architrav und Lünette
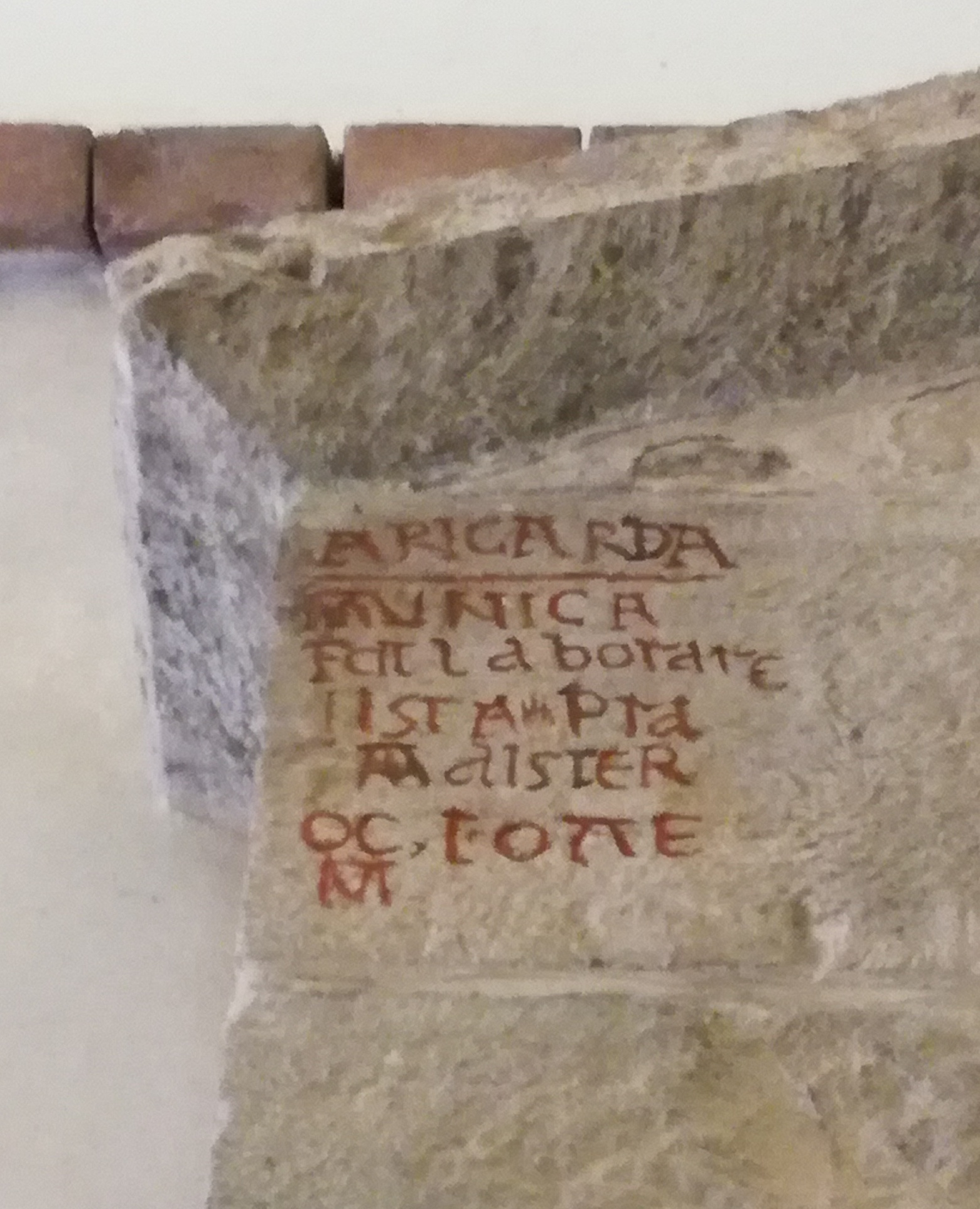
Inschrift der Aricarda
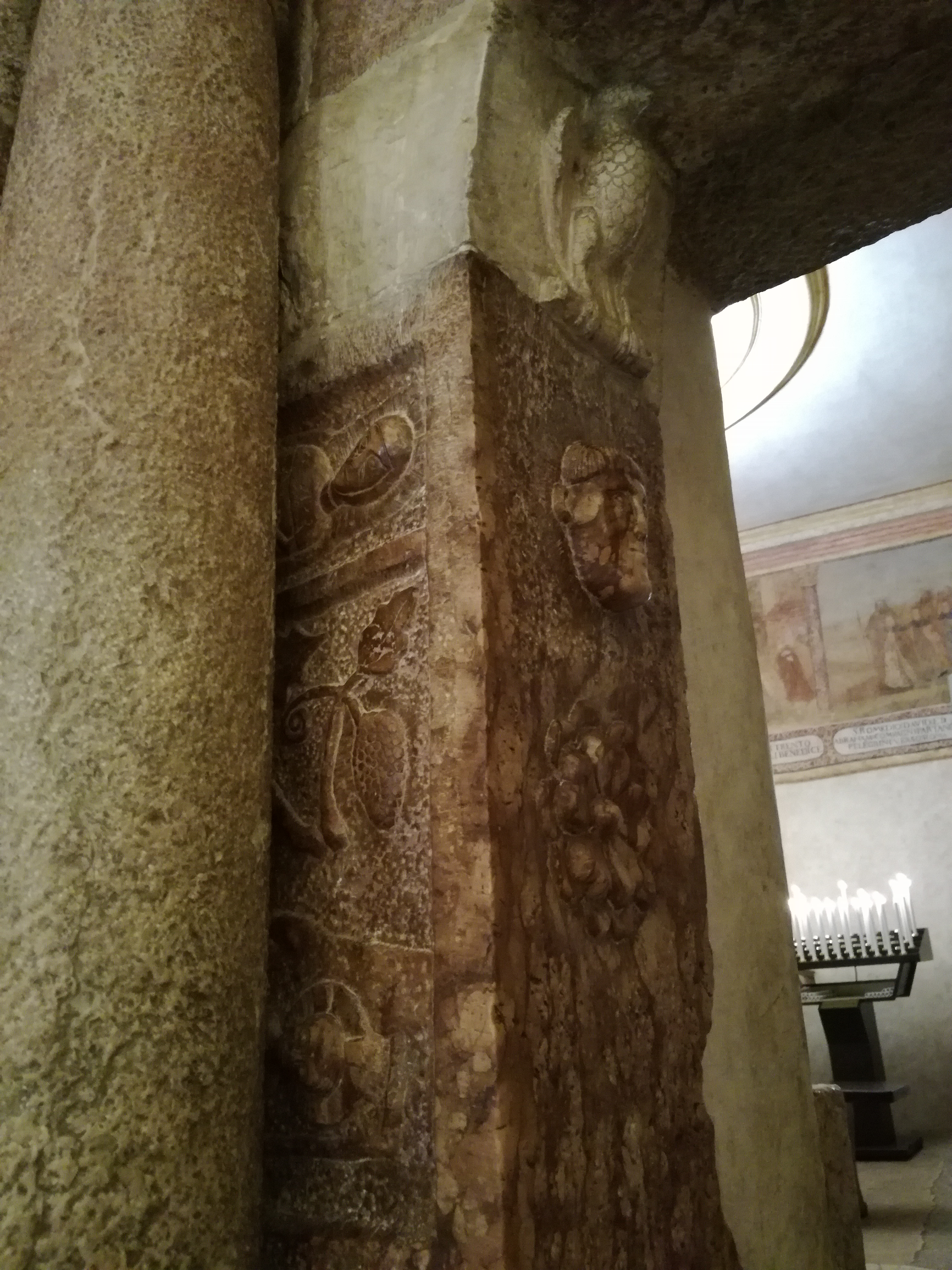
Linker Pfosten

### Kapelle San Nicolò und Sanktuarium
Hinter dem siebenstufigen Portal der Arcadia liegt mit der Kapelle San Nicolò und dem Sanktuarium der älteste Gebäudeteil des Wallfahrtsortes. Er wurde am Ende des 12. Jahrhunderts errichtet. Später wurde eine Trennwand in den etwa 50 m² großen Raum eingefügt, die das Sanktuarium mit seinem Reliquienschrein von der Kapelle trennt. Mit dem Einbau von Fenstern und dem Mauerdurchbruch auf der Höhe des Altars wurde der ursprüngliche Bau weiter verändert. Der Freskenzyklus an den Wänden entstand 1612 und zeigt im Stile einer Armenbibel Szenen aus dem Leben des heiligen Romedius. An der Trennwand sind außerdem die heiligen Sistinus, Vigilius, Antonius sowie über dem Eingang zum Sanktuarium die Trinität abgebildet. Darunter befinden sich ältere Fresken, die nur in Teilen erhalten sind. Links des mit einem Eisengitter abgesperrten Durchgangs zum Sanktuarium ist nur der untere Rand des Freskos erhalten. Dargestellt ist eine Art Vorhang, an den links die Darstellung der im Fegefeuer schmachtenden Seelen angrenzt. Es beinhaltete vermutlich mehrere Szenen. Die zwei sichtbaren Füße auf der rechten Seite wurden als Teil des Abstiegs Christi in die Unterwelt gedeutet. Während Rasmo das links angrenzende winzige Fragment als das Warten der Glücklichen in Abrahams Schoß identifizierte. Die Freskoreste auf der rechten Seite sind etwa besser erhalten. Sie stellen die Reste einer Kreuzigungsszene dar, seitlich darunter zwei mittelalterlich gekleidete Soldaten am Grab Jesus Christus.
An der gegenüberliegenden Westwand der Kapelle steht der dem heiligen Vigilius geweihte Altar. Er besteht aus zwei unterschiedlich alten Teilen. Der ältere untere Teil aus dem 18. Jahrhundert besitzt einen Clipeus auf dem der heilige Romedius mit einem Bären abgebildet ist. Die Holzstatue auf dem Altaraufsatz stellt den heiligen Vigilius dar, der von zwei Diakonen eingerahmt wird. Darüber mit der heiligen Massenza im Gebet, die Mutter des heiligen Vigilius. Der Altaraufbau wurde 1760 von einem Künstler aus Taio erschaffen.
Hinter der 50 cm dicken Trennwand liegt das Sanktuarium, in dem seit 1120 die Reliquien des heiligen Romedius aufbewahrt werden. Der kleine etwa 13 m² Raum mit seinen auf vier Säulen ruhendem Kuppelgewölbe ähnelt nach Meinung einiger Autoren einer kleinen dreischiffigen Kapelle. Die Kapitelle der Säulen weisen den Einfluss lombardischer Steinmetzarbeiten auf. Von den Fresken, die den Raum ursprünglich ausschmückten, sind nur Bruchstücke erhalten, darunter drei Frauen an der Westwand rechts des Eingangs, die sich dem Grab Christi nähern. Das Grabesfresko links des Eingangs wurde dagegen beim Einbau des Fensters zum Großteil zerstört. Stilistisch weisen die Arbeiten Einflüsse der Vinschgauer Schule auf und können zeitlich den in der Kirche St. Jakob in Grissian Anfang des 13. Jahrhunderts entstandenen Fresken zugeordnet werden. Besondere Erwähnung verdient das Bestiarium, das an West- und Nordwand im unteren Wandbereich erhalten ist. Die zwei an der Nordwand kämpfenden Fabelwesen ähneln den Fresken in den Kirchen St. Jakob in Kastelaz und St. Veit am Bichl.

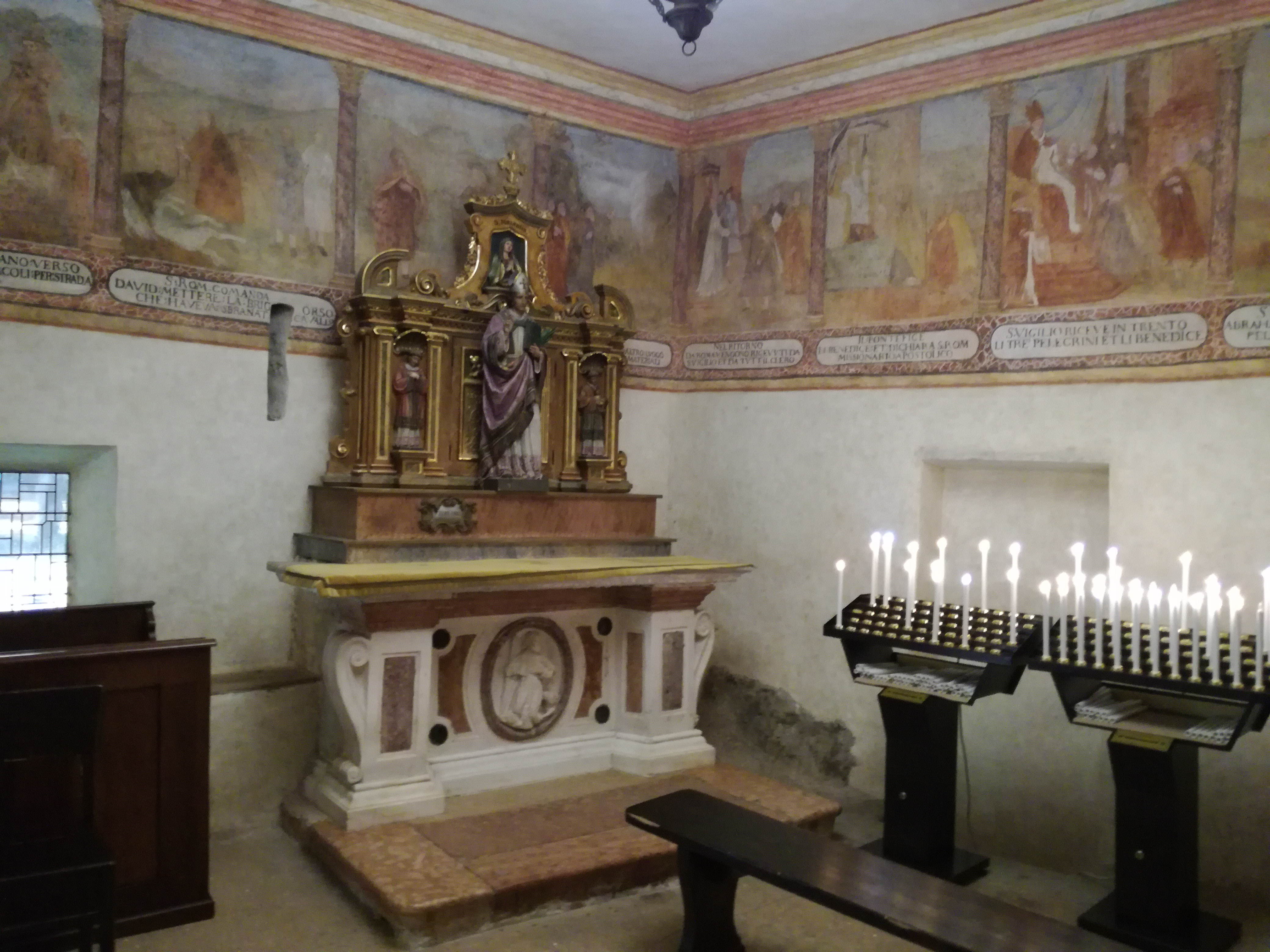
Vigilius-Altar Kapelle San Nicolò
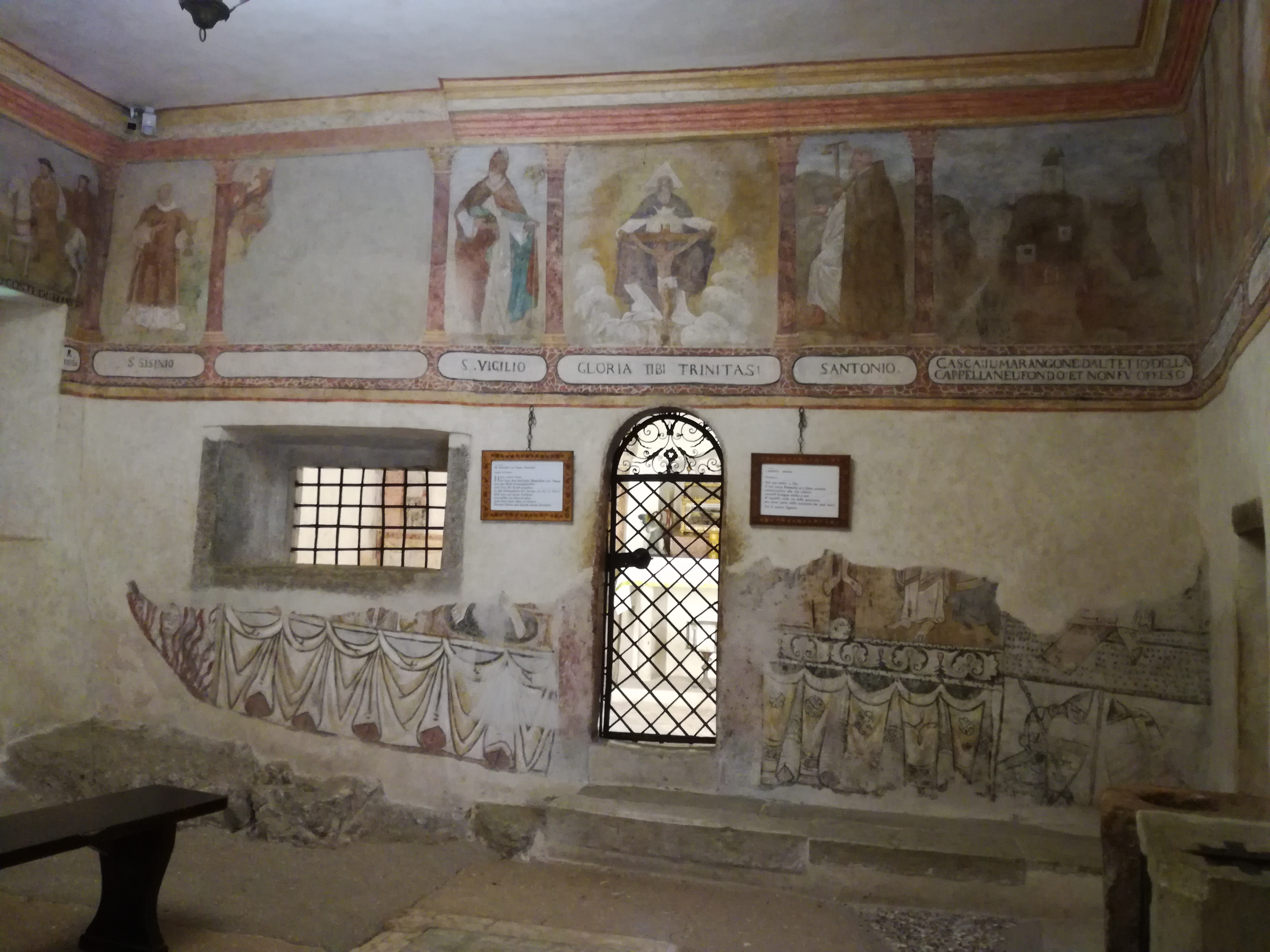
Freskenzyklus auf der Trennwand zum Sanktuarium
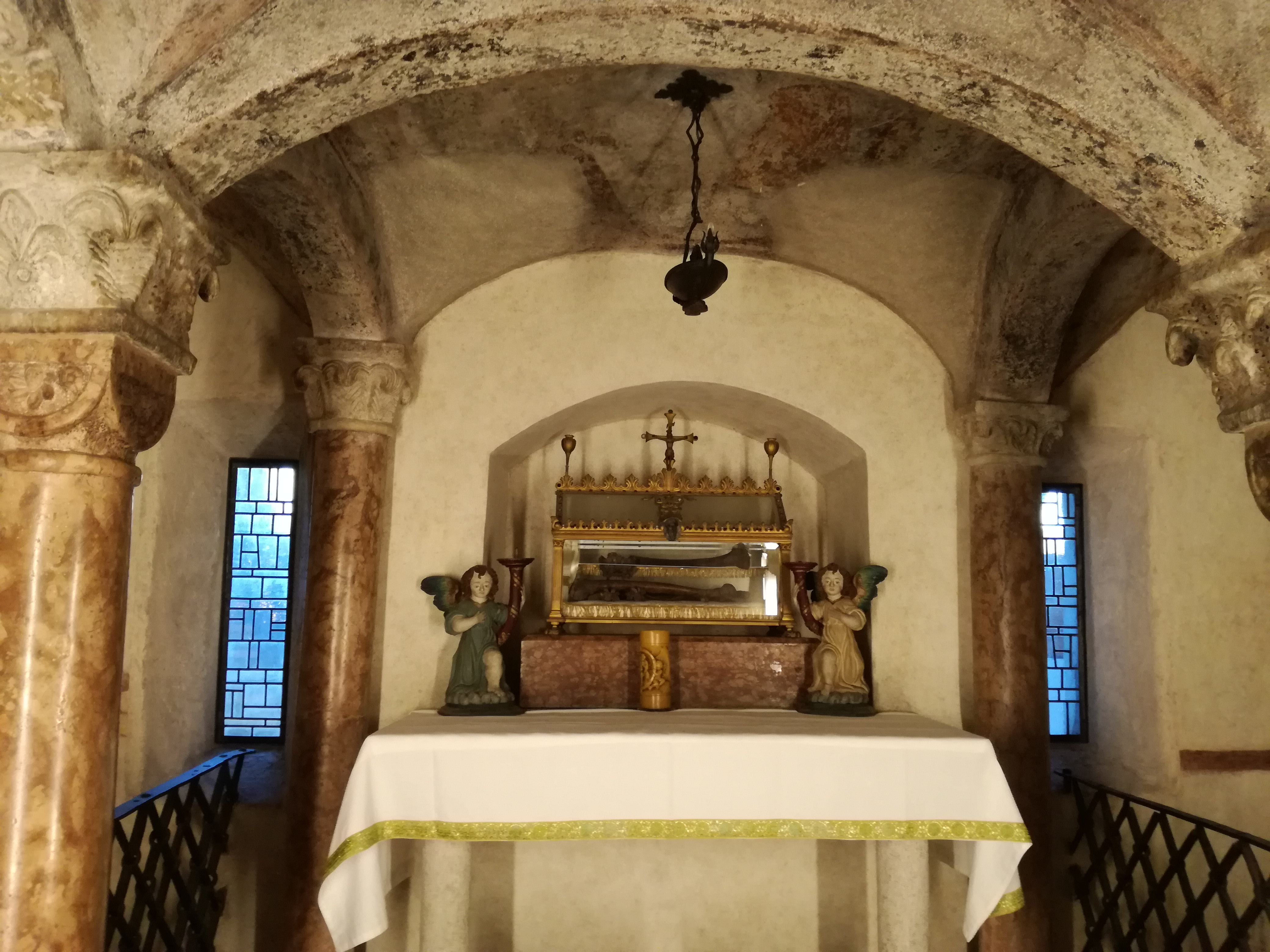
Reliquienschrein
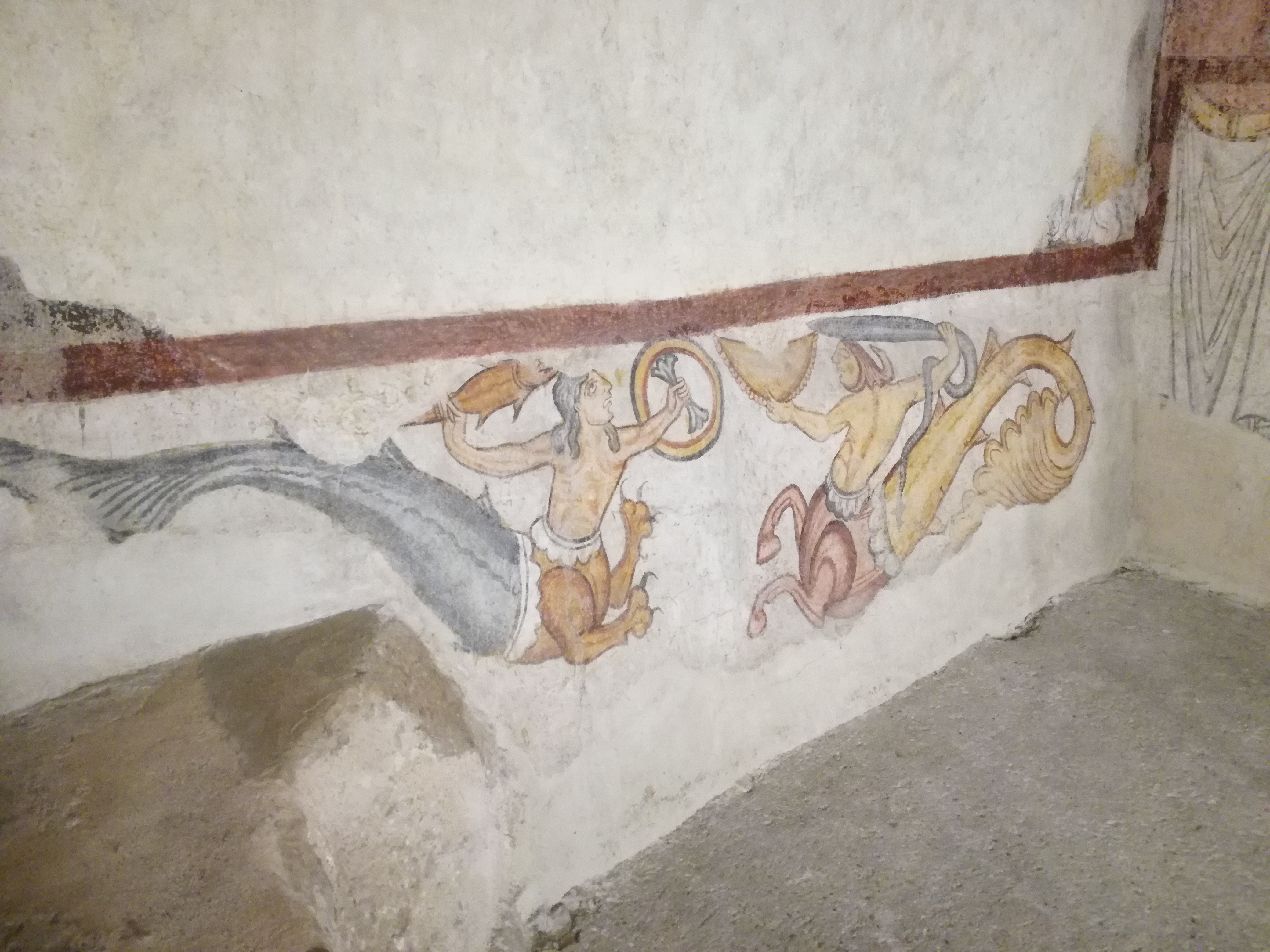
Bestiarium im Sanktuarium

## Glocken
1507 ist erstmals eine Glocke in San Romedio schriftlich dokumentiert, knapp 30 Jahre vor dem Bau des Glockenturms. Sie wurde von Peter Laminger gegossen, der sich mit einer Inschrift auf der Glocke verewigt hatte. Laminger, auch Laiminger oder Löffler, war ein Innsbrucker Glockengießer, der zwischen dem 15. und 16. Jahrhundert tätig und Stammvater der Glockengießerfamilie Löffler war. Nachdem die alte Glocke einen Riss bekommen hatte, wurden 1857 in Trient vom Glockengießer Bartolomeo Chiappani aus der gleichnamigen Glockengießerfamilie zwei neue, 72 und 40 Pfund schwere Glocken gegossen. Die Glocke von Laminger verschenkte man an die Gemeinde Ronzone. Sie wurde wenige Jahre später bei einem Großbrand 1891, dem auch die Kirche in Ronzone und ihr Glockenturm zum Opfer fielen, zerstört.

## Dauerausstellung
Die Dauerausstellung wurde 2017 in drei am Innenhof angrenzenden Räumen eröffnet. Sie bildet den Abschluss der zwischen 2012 und 2016 von der Provinz Trient durchgeführten Restaurierungsarbeiten in San Romedio und soll zur  Aufwertung des Wallfahrtsortes beitragen. Die Ausstellung wurde in Zusammenarbeit mit der Diözese Trient zusammengestellt und geht auf künstlerische, geschichtliche und religiöse Aspekte der Pilgerstätte und des heiligen Romedius ein. Ausgestellt sind zahlreiche restaurierte Exvoto, die in verschiedenen Themengruppen präsentiert werden. Gezeigt werden auch die bei archäologischen Grabungen am Fuße der Felsnadel entdeckten Fundstücke aus verschiedenen Epochen. Ebenso zu sehen sind hier die in der Kirche San Romedio abgetragenen Fresken aus dem 13. Jahrhundert.

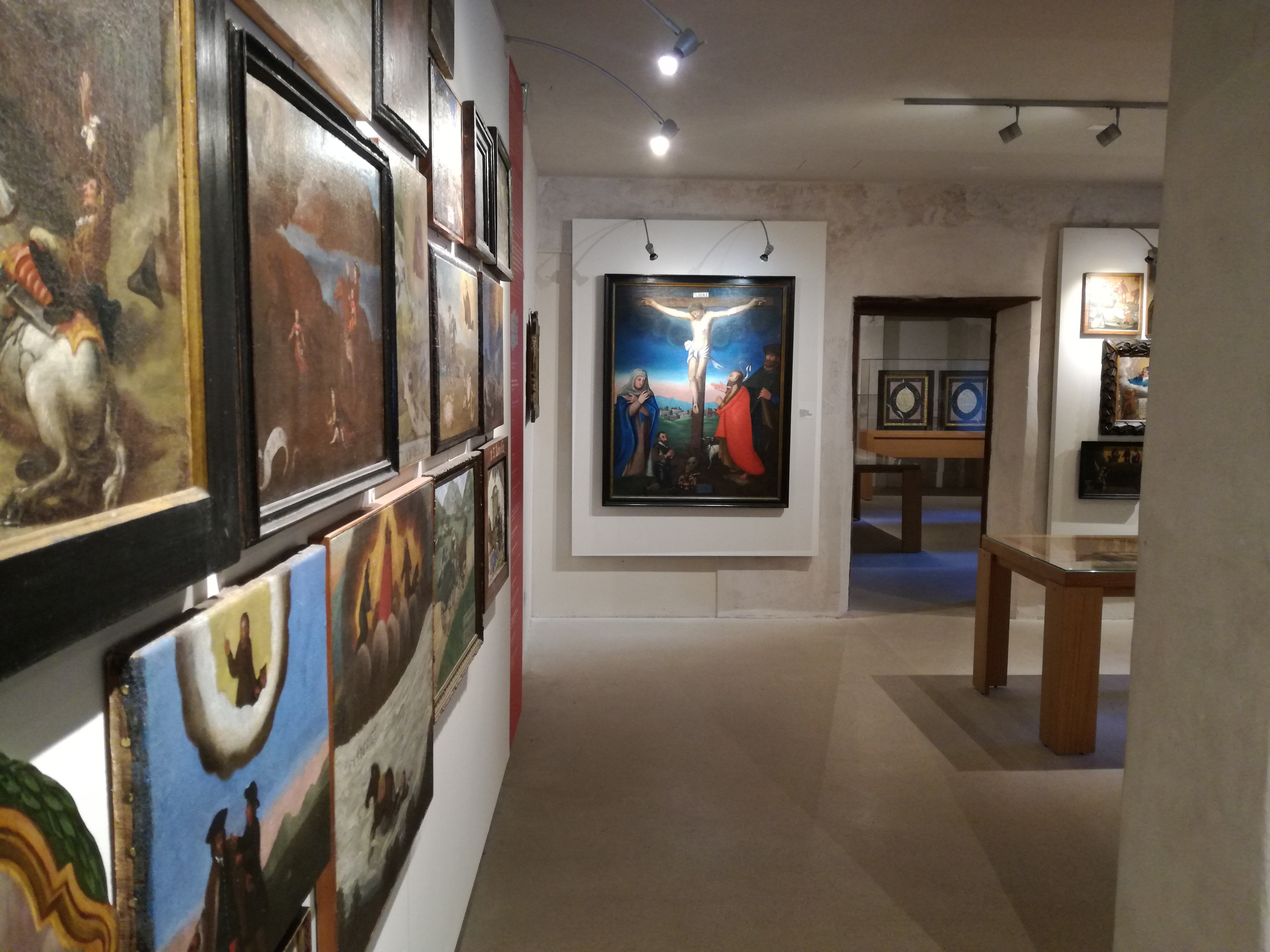
Saal 2
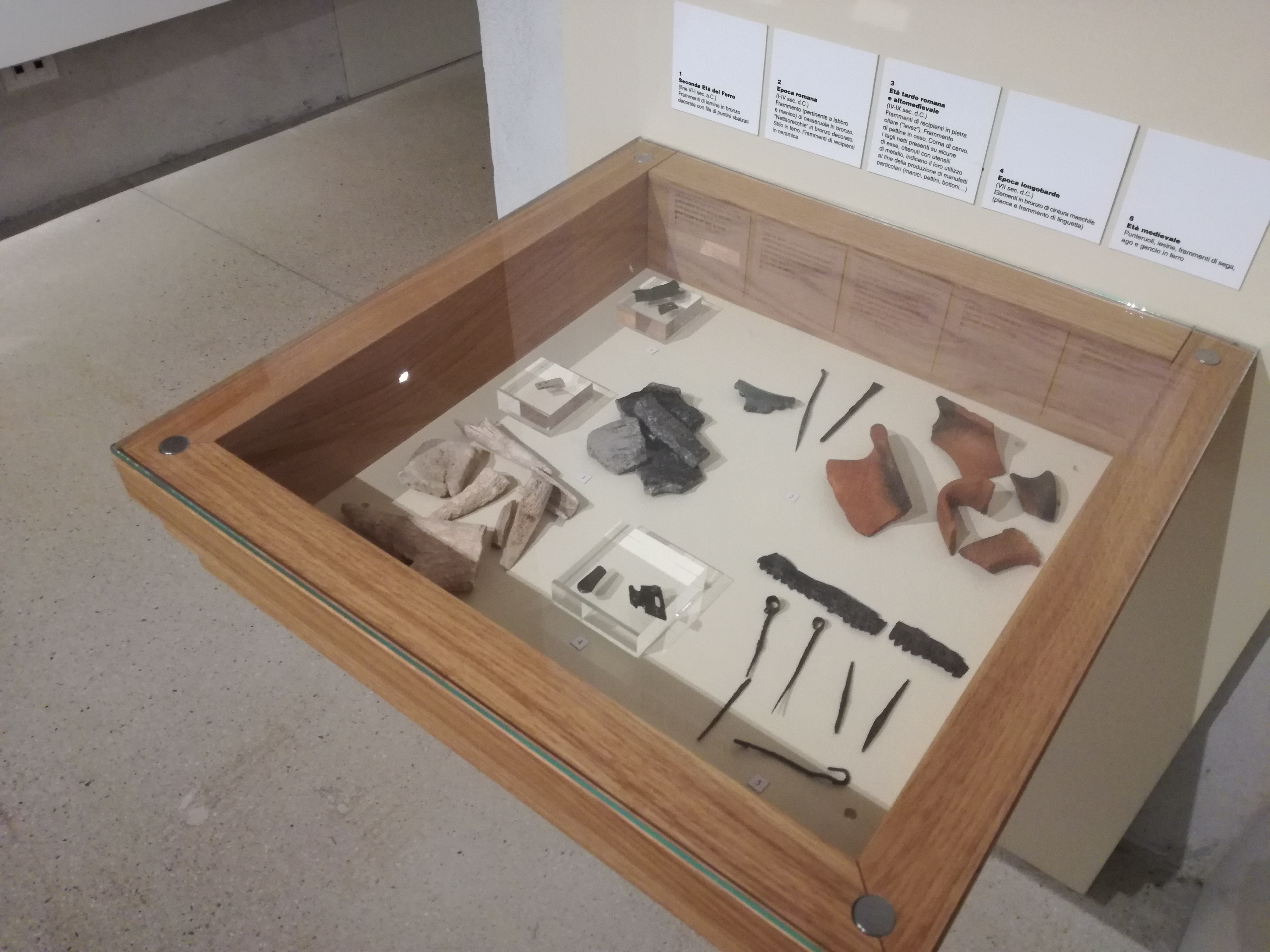
Archäologische Fundstücke
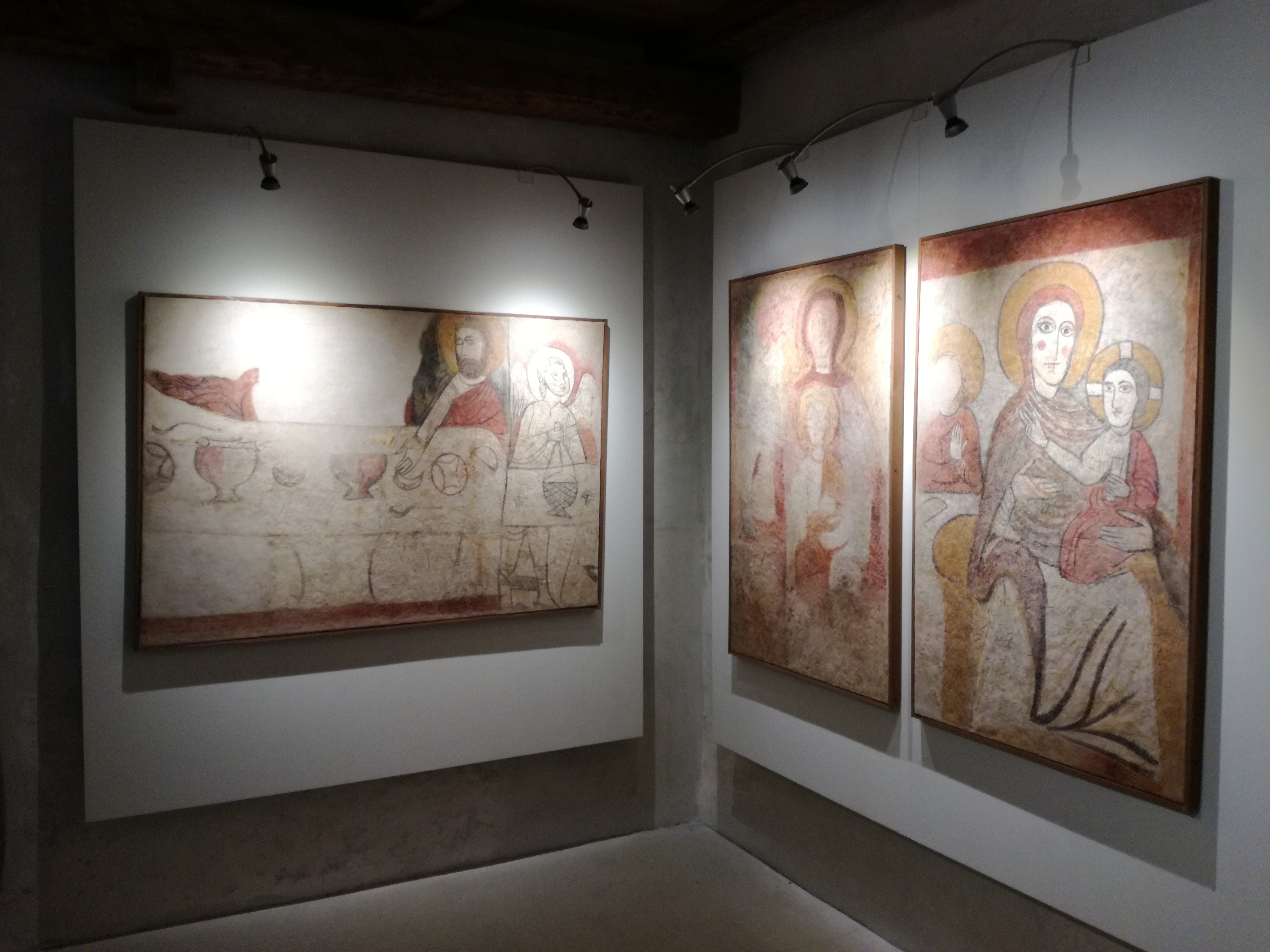
Fresken aus dem 13. Jahrhundert
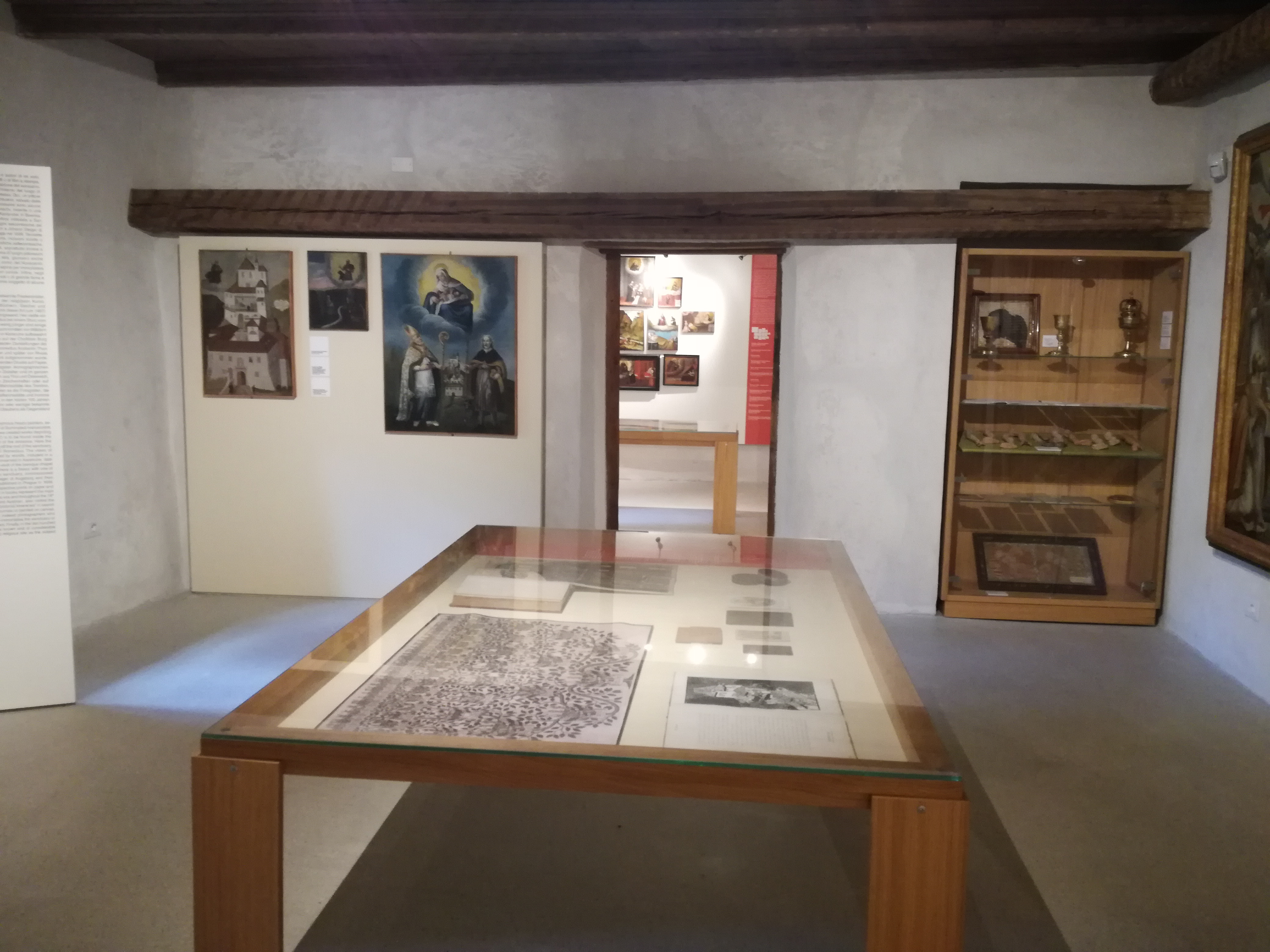
Saal 3

## Friedhof
Der Friedhof wurde 1815 etwas oberhalb des Wallfahrtsortes auf einer kleinen Lichtung angelegt. Bis zu seiner Errichtung waren die Prioren in der Krypta der Kapelle San Vigilio und die anderen Kleriker in der Krypta der angrenzenden Kirche San Romedio beigesetzt worden. Als bei einem Erdbeben 1868 der Boden in der Einsiedlerhöhle unter der Kirche San Romedio aufbrach, entdeckte man Skelettteile von etwa 30 Personen, darunter auch Frauen und Kinder, die ebenfalls auf dem Friedhof ihre letzte Ruhestätte fanden. Vermutlich handelte es sich dabei um Personen, die im Wirtschaftsgebäude gelebt und gearbeitet hatten und in der kleinen gruftartigen Höhle beerdigt worden waren.
Der kleine schlichte Friedhof ist von einer niedrigen Mauer mit einem Eingangstor eingegrenzt. Dahinter liegen etwa 20 Gräber, die meisten von Prioren, aber auch von einigen Wohltätern, die hier bestattet werden wollten. Die letzte Bestattung fand 1936 statt.

## Bärenfreigehege
An der Westseite zum Rio Verdés gelegenen Seite des Gebäudekomplexes befindet sich ein Bärenfreigehege, das 1990 von Parkverwaltung des Naturparks Adamello-Brenta eingerichtet wurde. Es ersetzte ein wesentlich kleineres Gehege, in dem in den 1950er Jahren auf Initiative von Gian Giacomo Gallarati Scotti der Zirkusbär Charlie I sein letztes Zuhause fand. Gallarati Scotti hatte 1957 eine nach dem heiligen Romedius benannte Stiftung ins Leben gerufen, die sich für den Erhalt des Braunbären in den Alpen einsetzte. Seit der Einrichtung der Anlage wurden in San Romedio mehrere zum Großteil in Gefangenschaft aufgewachsene Bären aufgenommen. Von 2007 bis 2008 lebte hier vorübergehend die Bärin Jurka, Mutter des 2006 Schlagzeilen machenden „Problembären Bruno“, bevor sie in die neu eingerichtete Freianlage Casteller bei Trient verlegt wurde. Seit 2010 befindet sich die Braunbärin im Alternativen Wolf- und Bärenpark Schwarzwald, einem Tierschutzprojekt der Stiftung für Bären. 2013 wurde in San Romedio der aus den Karpathen stammende Braunbär Bruno aufgenommen, der 2001 bei Rom in einem illegalen Privatzoo von den Behörden beschlagnahmt worden war und anschließend in einem Freigehege im Nationalpark Abruzzen, Latium und Molise lebte, bis er in das größere Freigehege nach San Romedio gebracht wurde. Im Zusammenhang mit dem Aufnahmeverfahren zur Kandidatur von San Romedio zum UNESCO-Weltkulturerbe wurden Stimmen laut, dass nach dem Bären Bruno keine weiteren Bären mehr aufgenommen werden sollten.

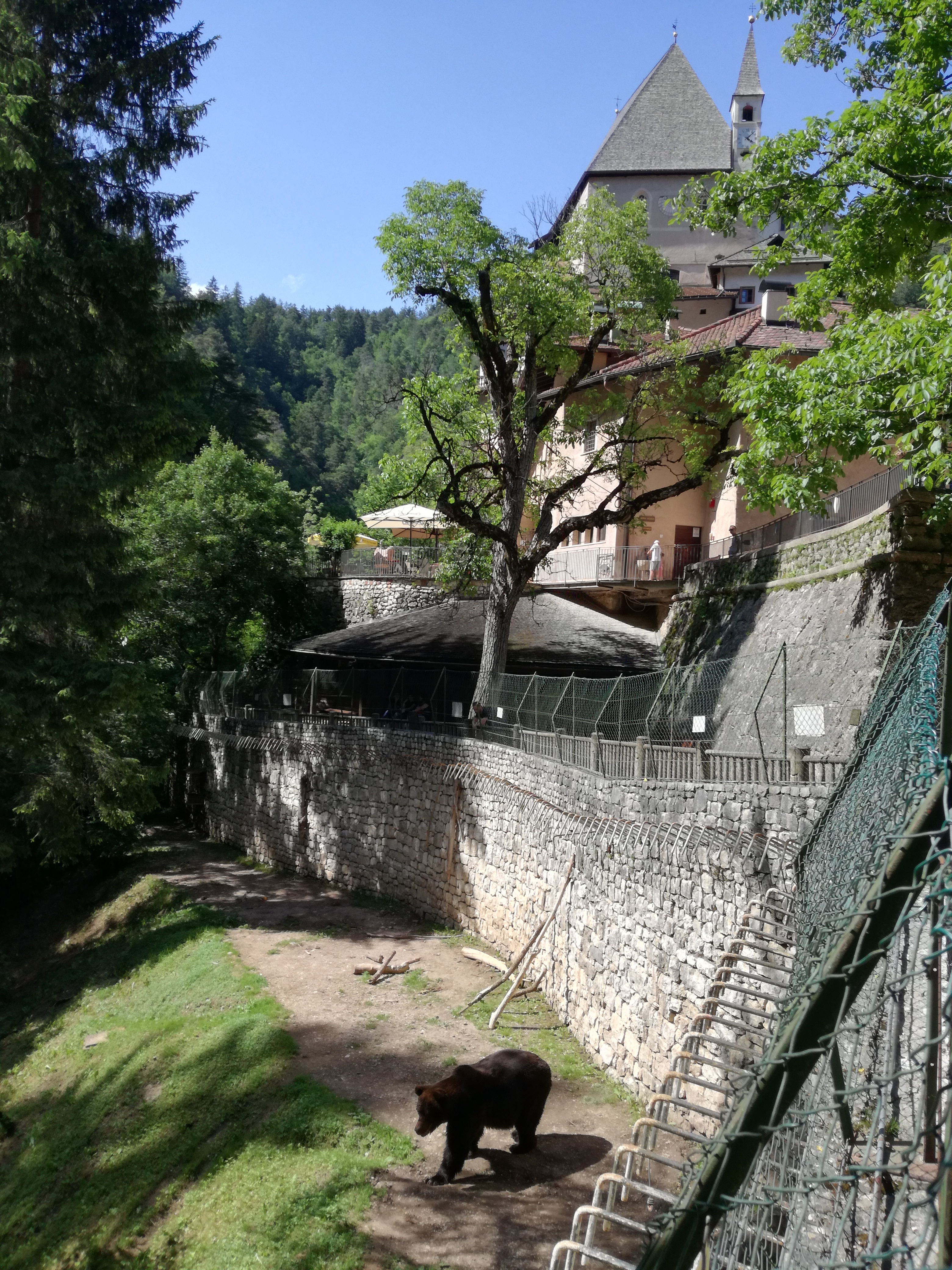
Bär „Bruno“ im Freigehege (2022)
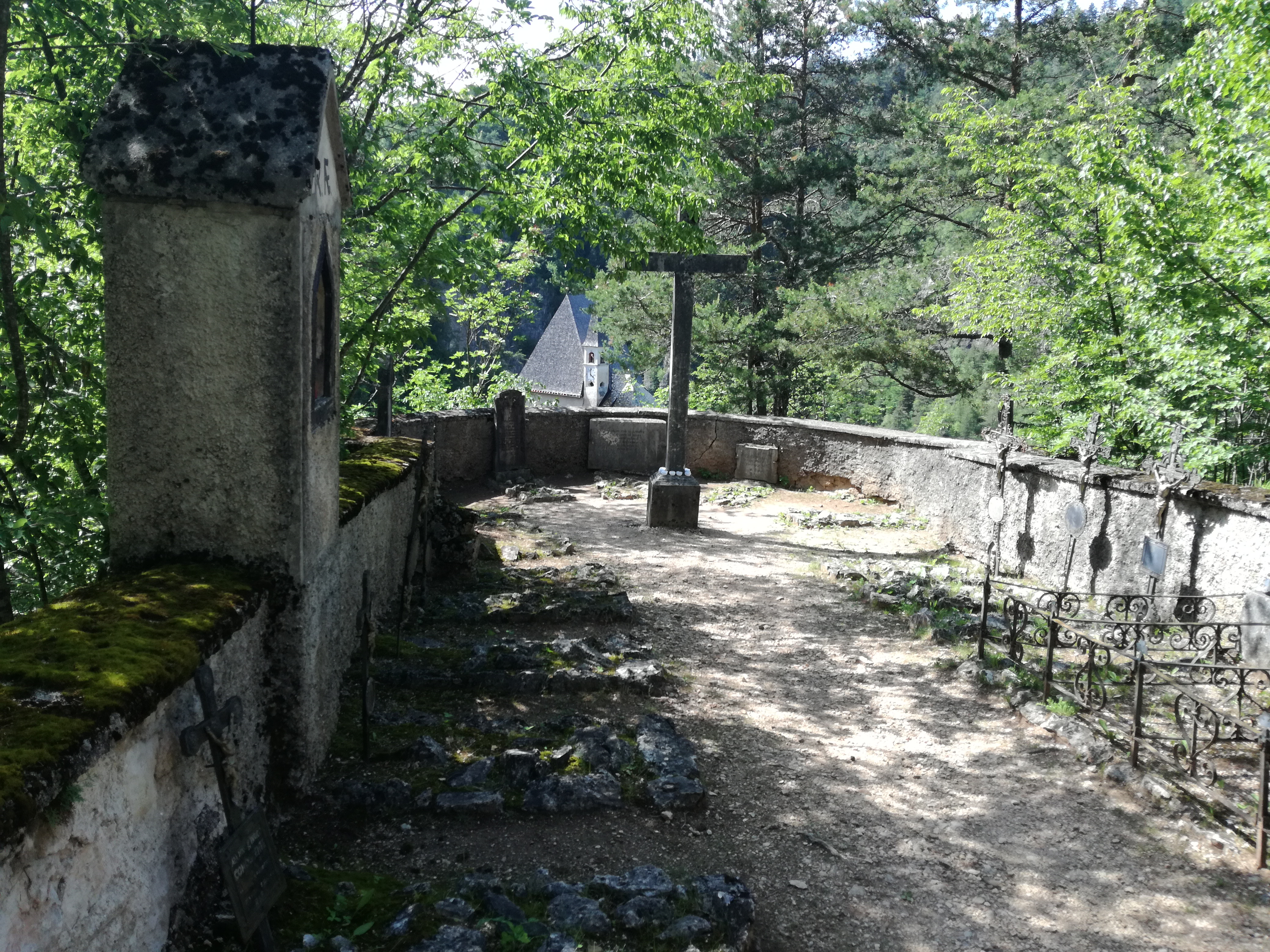
Friedhof
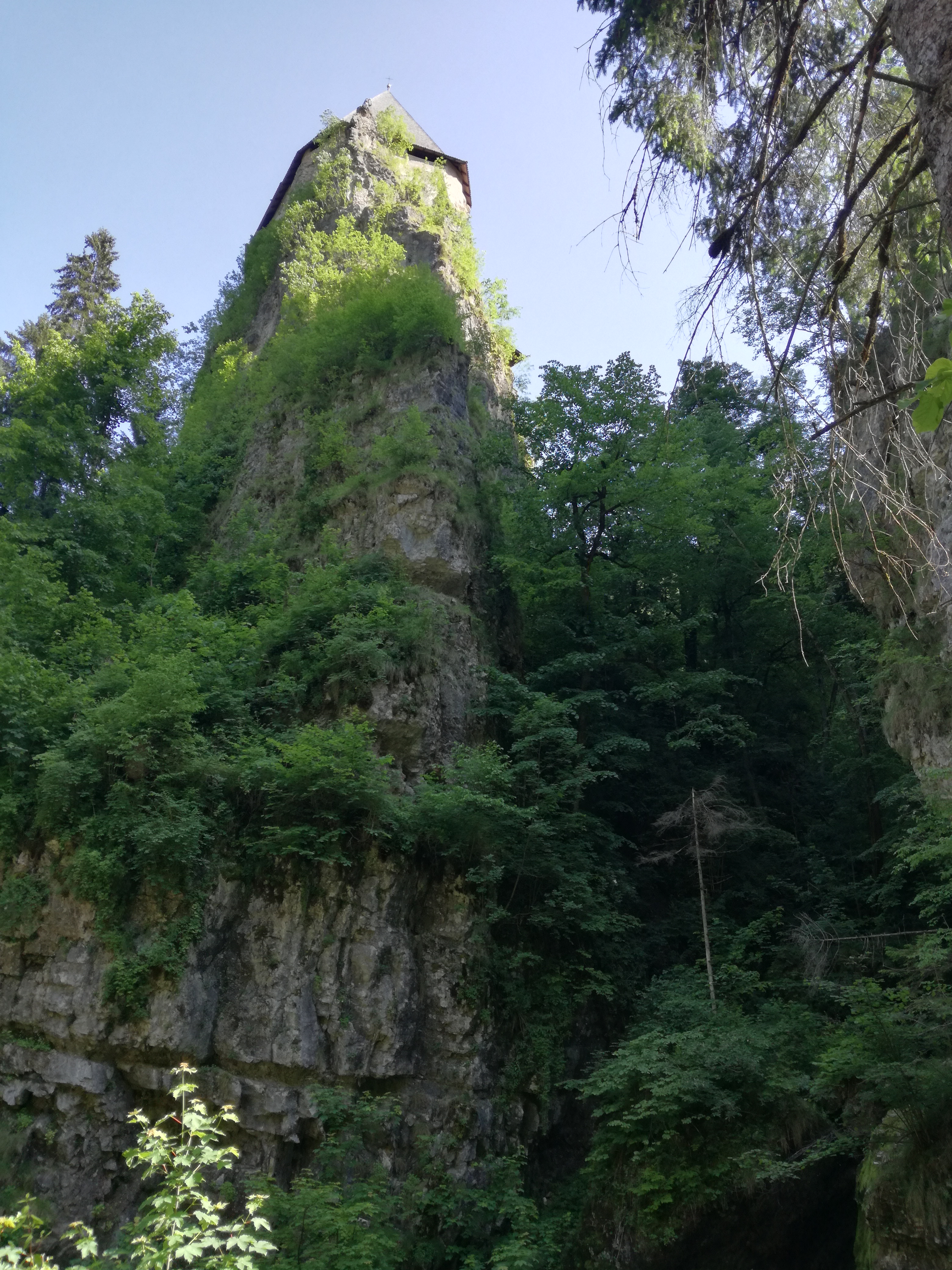
Felsnadel mit der Schlucht des Rio Verdés